# Eleições gerais no Reino Unido em 2017
As eleições gerais no Reino Unido em 2017 foi a votação popular que elegeu o 57.º Parlamento do Reino Unido, em 8 de junho de 2017. Cada um dos 650 distritos eleitorais elegeu um parlamentar (MP) à Câmara dos Comuns, a câmara baixa do Parlamento Britânico. A eleição deveria acontecer somente em maio de 2020, contudo, Theresa May, a então primeira-ministra e líder dos Conservadores, estava confiante que uma eleição antecipada iria fortalecer sua posição no início das negociações do Brexit, contando com uma vantagem significativa sobre os Trabalhistas nas pesquisas de opinião. Porém a aposta de May acabaria dando errado.
O Partido Conservador, que governava controlando a maioria do Parlamento desde as eleições de 2015 (e antes, por cinco anos, governaram com uma coalizão com os Liberais Democratas), defendia uma vantagem de quase 100 assentos sobre o Partido Trabalhista, a oposição oficial, na Câmara dos Comuns, tendo cinco parlamentares a mais do que o mínimo de 324 necessários para formar um governo. Theresa May tinha esperanças de conseguir para o seu partido uma maioria absoluta ainda maior na Câmara a fim de "fortalecer sua posição nas negociações do Brexit". Na época em que a eleição foi convocada, em abril de 2017, várias pesquisas de opinião mostravam Theresa May a frente do líder trabalhista, Jeremy Corbyn, por uma margem de 20 pontos percentuais, mas tal vantagem foi erodindo (assim como a popularidade da primeira-ministra). Ao contrário do que May pretendia, os Conservadores perderam a maioria absoluta (apesar de continuar como o maior partido em total de votos), resultando num "Parlamento Pendurado" (com nenhum partido, sozinho, capaz de formar um governo de maioria).
Com o resultado desapontador nas urnas, os Conservadores entraram em negociações com o Partido Unionista Democrático (DUP, na sigla em inglês) da Irlanda do Norte, cujos 10 assentos conquistados no Parlamento poderiam garantir uma coalizão Tory-DUP para formar um governo de maioria. Enquanto isso, o Partido Trabalhista viu sua posição na Câmara se fortalecer consideravelmente, ganhando mais de 30 assentos e conquistando muitos votos, particularmente entre a população mais jovem. Já o Partido Nacional Escocês, que havia conquistado 56 dos 59 assentos que a Escócia tem direito na Câmara do Reino Unido em 2015, perdeu força consideravelmente. Acabou acontecendo que foi em solo escocês que os Conservadores registraram mais avanços, algo bem incomum em um país de tendências mais progressistas. Os Liberal Democratas e o DUP continuaram como o quarto e o quinto maiores partidos no Parlamento Britânico, respectivamente, com ambos conquistando mais assentos para si. Já o Partido de Independência do Reino Unido (conhecido como UKIP), que havia conquistado uma boa fatia dos votos populares em 2015, acabou sendo arrasado nas urnas e não conquistou um assento sequer no Parlamento.
As posições políticas sobre as negociações na sequência da invocação britânica do artigo 50 do Tratado da União Europeia em Março de 2017, para deixar formalmente a UE, dominaram a campanha eleitoral. Contudo, outras questões, como imigração, saúde, educação e combate ao terrorismo acabaram ganhando bastante destaque.

## Sistema eleitoral
Cada distrito eleitoral do Reino Unido elege um MP para a Câmara dos Comuns usando o sistema "First Past The Post". Se um partido obtiver a maioria dos assentos, então esse partido tem o direito de formar o Governo, com o seu líder como primeiro-ministro. Se nenhum único partido ter uma maioria nos resultados da eleição, então há um parlamento pendente. Neste caso, as opções para formar o Governo são um governo minoritário ou um governo de coalizão.
Devido à postergação da Sexta Revisão Periódica dos Distritos de Westminster, não se deve usá-la até 2018, as eleições gerais acontecerão sob os limites já existentes, permitindo comparações com os resultados em 2015 por parte do eleitorado. Em 3 de maio de 2017, a Rainha dissolverá a atual parlamento.

### Condições de elegibilidade
Para votar nas eleições gerais, deve-se:
- estar no Registo Eleitoral;
- ter idade igual ou superior a 18 anos no dia da votação;
- ser cidadão britânico, irlandês ou da Commonwealth;
- ser residente num endereço no Reino Unido (ou um cidadão britânico residente no estrangeiro que tenha sido registado para votar no Reino Unido nos últimos 15 anos)
- não estar legalmente excluído da votação (Por exemplo, uma pessoa condenada na prisão ou num hospital psiquiátrico[10]).

Os indivíduos devem estar registados para votar até à meia-noite de doze dias úteis antes do dia da votação (22 de maio de 2017). Qualquer pessoa que se qualificar como eleitor anônimo tem até à meia-noite de 31 de Maio de 2017 para se registar. Uma pessoa que tem dois lares (como um estudante universitário que tem um endereço no semestre e vive em casa durante as férias) pode se registrar para votar em ambos os endereços, desde que não estejam na mesma área eleitoral, mas pode votar em apenas um eleitorado na eleição geral.

## Data da eleição
A Lei de Parlamentos de Prazo Fixo de 2011 introduziu parlamentos de duração determinada no Reino Unido, com eleições programadas de cinco em cinco anos, na sequência das eleições gerais de 7 de Maio de 2015. Isso removeu o poder do primeiro-ministro, usando a prerrogativa real, de dissolver o parlamento antes de seu comprimento máximo de cinco anos. A lei permite a dissolução antecipada se a Câmara dos Comuns vota por uma maioria qualificada de dois terços.
Em 18 de abril de 2017, a primeira-ministra Theresa May anunciou que iria buscar uma eleição em 8 de junho de 2017. May tinha indicado previamente que não tinha nenhum plano para convocar uma eleição instantânea. Uma proposta da Câmara dos Comuns permitiu que a ideia fosse aprovada em 19 de abril, com 522 votos a favor e 13 contra, uma maioria de 509, reunindo a maioria necessária de dois terços. A moção foi apoiada pelos Conservadores, pelo Partido Trabalhista, pelos Liberais Democratas e pelos Verdes, enquanto o SNP se absteve. Nove parlamentares trabalhistas, um SDLP e três independentes (Sylvia Hermon e dois ex-PMs do SNP, Natalie McGarry e Michelle Thomson) votaram contra a proposta.
O líder trabalhista Jeremy Corbyn apoiou a eleição antecipada, assim como o líder liberal democrata Tim Farron e o Partido Verde. O SNP declarou que era favorável aos parlamentos de duração determinada, mas se abstiveram na votação na Câmara dos Comuns. O líder do UKIP, Paul Nuttall, e o primeiro-ministro do País de Gales, Carwyn Jones, criticaram May pelo calendário da eleição como oportunista, motivado pela aparente fraqueza do Partido Trabalhista na oposição.

## Resultado
| Partido                                           | Partido                                | Candidato       | Votos      | Votos (%) | Votos (±) | Assentos | Assentos (%) | Assentos (±) |
| ------------------------------------------------- | -------------------------------------- | --------------- | ---------- | --------- | --------- | -------- | ------------ | ------------ |
|                                                   | Partido Conservador                    | Theresa May     | 13 667 213 | 42,67%    | +5,87%    | 317      | 48,77%       | −13          |
|                                                   | Partido Trabalhista                    | Jeremy Corbyn   | 12 874 985 | 40,2%     | +9,8%     | 262      | 40,31%       | +30          |
|                                                   | Partido Nacional Escocês               | Nicola Sturgeon | 977 569    | 3,05%     | −1,65%    | 35       | 5,38%        | −21          |
|                                                   | Partido Liberal Democrata              | Tim Farron      | 2 371 772  | 7,41%     | −0,49%    | 12       | 1,85%        | +4           |
|                                                   | Partido Unionista Democrático          | Arlene Foster   | 184 260    | 0,58%     | −0,02%    | 10       | 1,54%        | +2           |
|                                                   | Sinn Féin                              | Gerry Adams     | 238 915    | 0,75%     | +0,15%    | 7        | 1,08%        | +3           |
|                                                   | Plaid Cymru                            | Leanne Wood     | 164 466    | 0,51%     | −0,09%    | 4        | 0,62%        | +1           |
|                                                   | Partido Verde                          | Natalie Bennett | 525 371    | 1,64%     | −2,16%    | 1        | 0,15%        | 0            |
|                                                   | UKIP                                   | Paul Nuttall    | 593 852    | 1,85%     | −10,85%   | 0        | 0%           | −1           |
|                                                   | Independente                           | Sylvia Hermon   | 16 148     | 0,05%     | −0,01%    | 1        | 0,15%        | 0            |
|                                                   | Presidente da Câmara dos Comuns        | John Bercow     | 34 299     | 0,11%     | +0,01%    | 1        | 0,15%        | 0            |
|                                                   | Partido Social Democrata e Trabalhista | Colum Eastwood  | 95 419     | 0,3%      | −0%       | 0        | 0%           | −3           |
|                                                   | Partido Unionista do Ulster            | Robin Swann     | 83 280     | 0,26%     | −0,14%    | 0        | 0%           | −2           |
|                                                   | Partido da Aliança da Irlanda do Norte | Naomi Long      | 64 553     | 0,2%      | +0,2%     | 0        | 0%           | 0            |
|                                                   | outros partidos                        | -               | 136 505    | 0,43%     | −0,07%    | 0        | 0%           | 0            |
| Totais                                            | Totais                                 | Totais          | 32 028 607 |           |           | 650      |              |              |
| Participação                                      | Participação                           | Participação    | 32 028 607 | 68,7%     | +2,3%     |          |              |              |
| Fonte: BBC - Results of the 2017 General Election |                                        |                 |            |           |           |          |              |              |

## Pesquisas de opinião
Nas eleições gerais de 2015, as pesquisas de opinião subestimaram os votos do Partido Conservador e superestimaram os votos do Partido Trabalhista e, portanto, não conseguiram prever o resultado com precisão. Depois começaram a fazer mudanças nas práticas de votação; As recomendações de uma revisão pelo British Polling Council são susceptíveis de resultar em novas mudanças.

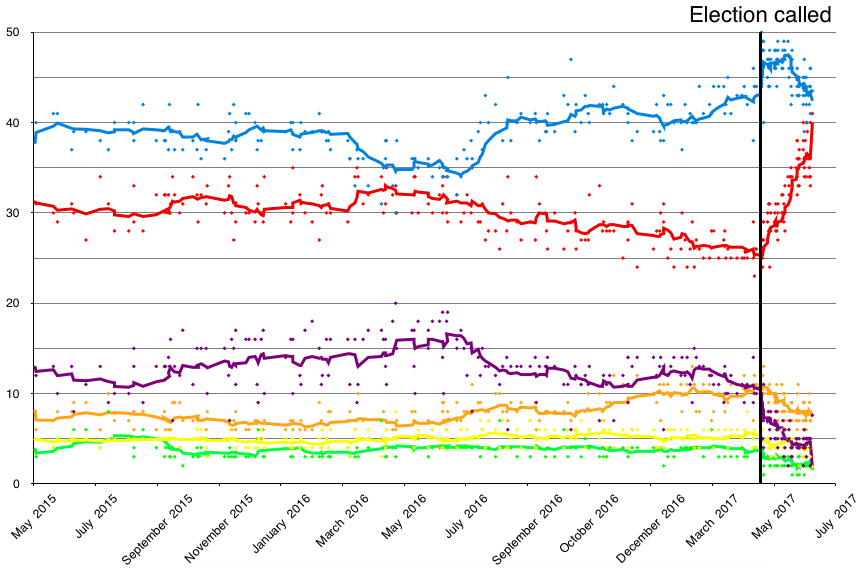
Sondagem de opinião do Reino Unido para a eleição de 2017, incluindo as pesquisas que começaram em ou antes de 21 de abril de 2017 (a média móvel é calculada a partir das últimas dez pesquisas). Conservadores, Trabalhistas, UKIP, Liberais Democratas, SNP, Verdes

## Resultado por distrito eleitoral
Os resultados completos nos Distritos eleitorais nas Eleições gerais no Reino Unido em 2017 foram os seguintes:

### Inglaterra

#### East of England
| Distrito Eleitoral                | 2015 | 2015                | 2015         | 2017 | 2017                | 2017         |
| --------------------------------- | ---- | ------------------- | ------------ | ---- | ------------------- | ------------ |
| Basildon and Billericay           |      | Partido Conservador | 52,7 / 100,0 |      | Partido Conservador | 61,0 / 100,0 |
| Bedford                           |      | Partido Conservador | 42,6 / 100,0 |      | Partido Trabalhista | 46,8 / 100,0 |
| Braintree                         |      | Partido Conservador | 53,8 / 100,0 |      | Partido Conservador | 62,8 / 100,0 |
| Brentwood and Ongar               |      | Partido Conservador | 58,8 / 100,0 |      | Partido Conservador | 65,8 / 100,0 |
| Broadland                         |      | Partido Conservador | 50,5 / 100,0 |      | Partido Conservador | 57,9 / 100,0 |
| Broxbourne                        |      | Partido Conservador | 56,1 / 100,0 |      | Partido Conservador | 62,2 / 100,0 |
| Bury St Edmunds                   |      | Partido Conservador | 53,6 / 100,0 |      | Partido Conservador | 59,2 / 100,0 |
| Cambridge                         |      | Partido Trabalhista | 36,0 / 100,0 |      | Partido Trabalhista | 51,9 / 100,0 |
| Castle Point                      |      | Partido Conservador | 50,9 / 100,0 |      | Partido Conservador | 67,3 / 100,0 |
| Central Suffolk and North Ipswich |      | Partido Conservador | 56,1 / 100,0 |      | Partido Conservador | 60,1 / 100,0 |
| Chelmsford                        |      | Partido Conservador | 51,5 / 100,0 |      | Partido Conservador | 53,7 / 100,0 |
| Clacton                           |      | UKIP                | 44,4 / 100,0 |      | Partido Conservador | 61,2 / 100,0 |
| Colchester                        |      | Partido Conservador | 38,9 / 100,0 |      | Partido Conservador | 45,9 / 100,0 |
| Epping Forest                     |      | Partido Conservador | 54,8 / 100,0 |      | Partido Conservador | 62,0 / 100,0 |
| Great Yarmouth                    |      | Partido Conservador | 42,9 / 100,0 |      | Partido Conservador | 54,1 / 100,0 |
| Harlow                            |      | Partido Conservador | 48,9 / 100,0 |      | Partido Conservador | 54,0 / 100,0 |
| Harwich and North Essex           |      | Partido Conservador | 51,0 / 100,0 |      | Partido Conservador | 58,5 / 100,0 |
| Hemel Hempstead                   |      | Partido Conservador | 52,9 / 100,0 |      | Partido Conservador | 55,0 / 100,0 |
| Hertford and Stortford            |      | Partido Conservador | 56,1 / 100,0 |      | Partido Conservador | 60,3 / 100,0 |
| Hertsmere                         |      | Partido Conservador | 59,3 / 100,0 |      | Partido Conservador | 61,1 / 100,0 |
| Hitchin and Harpenden             |      | Partido Conservador | 56,9 / 100,0 |      | Partido Conservador | 53,1 / 100,0 |
| Huntingdon                        |      | Partido Conservador | 53,0 / 100,0 |      | Partido Conservador | 55,1 / 100,0 |
| Ipswich                           |      | Partido Conservador | 44,8 / 100,0 |      | Partido Trabalhista | 47,4 / 100,0 |
| Luton North                       |      | Partido Trabalhista | 52,2 / 100,0 |      | Partido Trabalhista | 63,8 / 100,0 |
| Luton South                       |      | Partido Trabalhista | 44,2 / 100,0 |      | Partido Trabalhista | 62,4 / 100,0 |
| Maldon                            |      | Partido Conservador | 60,6 / 100,0 |      | Partido Conservador | 67,9 / 100,0 |
| Mid Bedfordshire                  |      | Partido Conservador | 56,1 / 100,0 |      | Partido Conservador | 61,6 / 100,0 |
| Mid Norfolk                       |      | Partido Conservador | 52,1 / 100,0 |      | Partido Conservador | 59,0 / 100,0 |
| North East Bedfordshire           |      | Partido Conservador | 59,5 / 100,0 |      | Partido Conservador | 60,9 / 100,0 |
| North East Cambridgeshire         |      | Partido Conservador | 55,1 / 100,0 |      | Partido Conservador | 64,4 / 100,0 |
| North East Hertfordshire          |      | Partido Conservador | 55,4 / 100,0 |      | Partido Conservador | 58,6 / 100,0 |
| North Norfolk                     |      | Liberal Democratas  | 39,1 / 100,0 |      | Liberal Democratas  | 48,4 / 100,0 |
| North West Cambridgeshire         |      | Partido Conservador | 52,5 / 100,0 |      | Partido Conservador | 58,6 / 100,0 |
| North West Norfolk                |      | Partido Conservador | 52,2 / 100,0 |      | Partido Conservador | 60,2 / 100,0 |
| Norwich North                     |      | Partido Conservador | 43,7 / 100,0 |      | Partido Conservador | 47,7 / 100,0 |
| Norwich South                     |      | Partido Trabalhista | 39,3 / 100,0 |      | Partido Trabalhista | 61,0 / 100,0 |
| Peterborough                      |      | Partido Conservador | 39,7 / 100,0 |      | Partido Trabalhista | 48,1 / 100,0 |
| Rayleigh and Wickford             |      | Partido Conservador | 54,7 / 100,0 |      | Partido Conservador | 66,7 / 100,0 |
| Rochford and Southend East        |      | Partido Conservador | 46,4 / 100,0 |      | Partido Conservador | 48,7 / 100,0 |
| Saffron Walden                    |      | Partido Conservador | 57,2 / 100,0 |      | Partido Conservador | 61,8 / 100,0 |
| South Basildon and East Thurrock  |      | Partido Conservador | 43,4 / 100,0 |      | Partido Conservador | 56,9 / 100,0 |
| South Cambridgeshire              |      | Partido Conservador | 51,1 / 100,0 |      | Partido Conservador | 51,8 / 100,0 |
| South East Cambridgeshire         |      | Partido Conservador | 48,5 / 100,0 |      | Partido Conservador | 53,3 / 100,0 |
| South Norfolk                     |      | Partido Conservador | 54,3 / 100,0 |      | Partido Conservador | 58,2 / 100,0 |
| South Suffolk                     |      | Partido Conservador | 53,1 / 100,0 |      | Partido Conservador | 60,5 / 100,0 |
| South West Bedfordshire           |      | Partido Conservador | 55,0 / 100,0 |      | Partido Conservador | 59,2 / 100,0 |
| South West Hertfordshire          |      | Partido Conservador | 56,9 / 100,0 |      | Partido Conservador | 57,9 / 100,0 |
| South West Norfolk                |      | Partido Conservador | 50,9 / 100,0 |      | Partido Conservador | 62,8 / 100,0 |
| Southend West                     |      | Partido Conservador | 49,8 / 100,0 |      | Partido Conservador | 55,2 / 100,0 |
| St Albans                         |      | Partido Conservador | 46,6 / 100,0 |      | Partido Conservador | 43,1 / 100,0 |
| Stevenage                         |      | Partido Conservador | 44,5 / 100,0 |      | Partido Conservador | 50,3 / 100,0 |
| Suffolk Coastal                   |      | Partido Conservador | 51,9 / 100,0 |      | Partido Conservador | 58,1 / 100,0 |
| Thurrock                          |      | Partido Conservador | 33,7 / 100,0 |      | Partido Conservador | 39,5 / 100,0 |
| Watford                           |      | Partido Conservador | 43,5 / 100,0 |      | Partido Conservador | 45,6 / 100,0 |
| Waveney                           |      | Partido Conservador | 42,3 / 100,0 |      | Partido Conservador | 54,4 / 100,0 |
| Welwyn Hatfield                   |      | Partido Conservador | 50,4 / 100,0 |      | Partido Conservador | 51,0 / 100,0 |
| West Suffolk                      |      | Partido Conservador | 52,2 / 100,0 |      | Partido Conservador | 61,2 / 100,0 |
| Witham                            |      | Partido Conservador | 57,5 / 100,0 |      | Partido Conservador | 64,3 / 100,0 |

#### East Midlands
| Distrito Eleitoral             | 2015 | 2015                | 2015         | 2017 | 2017                | 2017         |
| ------------------------------ | ---- | ------------------- | ------------ | ---- | ------------------- | ------------ |
| Amber Valley                   |      | Partido Conservador | 44,0 / 100,0 |      | Partido Conservador | 56,5 / 100,0 |
| Ashfield                       |      | Partido Trabalhista | 41,0 / 100,0 |      | Partido Trabalhista | 42,6 / 100,0 |
| Bassetlaw                      |      | Partido Trabalhista | 48,6 / 100,0 |      | Partido Trabalhista | 52,6 / 100,0 |
| Bolsover                       |      | Partido Trabalhista | 51,2 / 100,0 |      | Partido Trabalhista | 51,9 / 100,0 |
| Boston and Skegness            |      | Partido Conservador | 43,8 / 100,0 |      | Partido Conservador | 63,6 / 100,0 |
| Bosworth                       |      | Partido Conservador | 42,8 / 100,0 |      | Partido Conservador | 56,7 / 100,0 |
| Broxtowe                       |      | Partido Conservador | 45,2 / 100,0 |      | Partido Conservador | 46,8 / 100,0 |
| Charnwood                      |      | Partido Conservador | 54,3 / 100,0 |      | Partido Conservador | 60,4 / 100,0 |
| Chesterfield                   |      | Partido Trabalhista | 47,9 / 100,0 |      | Partido Trabalhista | 54,8 / 100,0 |
| Corby                          |      | Partido Conservador | 42,8 / 100,0 |      | Partido Conservador | 49,2 / 100,0 |
| Daventry                       |      | Partido Conservador | 58,2 / 100,0 |      | Partido Conservador | 63,7 / 100,0 |
| Derby North                    |      | Partido Conservador | 36,7 / 100,0 |      | Partido Trabalhista | 48,5 / 100,0 |
| Derby South                    |      | Partido Trabalhista | 49,0 / 100,0 |      | Partido Trabalhista | 58,3 / 100,0 |
| Derbyshire Dales               |      | Partido Conservador | 52,4 / 100,0 |      | Partido Conservador | 60,0 / 100,0 |
| Erewash                        |      | Partido Conservador | 42,7 / 100,0 |      | Partido Conservador | 52,1 / 100,0 |
| Gainsborough                   |      | Partido Conservador | 52,7 / 100,0 |      | Partido Conservador | 61,8 / 100,0 |
| Gedling                        |      | Partido Trabalhista | 42,3 / 100,0 |      | Partido Trabalhista | 51,9 / 100,0 |
| Grantham and Stamford          |      | Partido Conservador | 52,8 / 100,0 |      | Partido Conservador | 62,0 / 100,0 |
| Harborough                     |      | Partido Conservador | 52,7 / 100,0 |      | Partido Conservador | 52,3 / 100,0 |
| High Peak                      |      | Partido Conservador | 45,0 / 100,0 |      | Partido Trabalhista | 49,7 / 100,0 |
| Kettering                      |      | Partido Conservador | 51,8 / 100,0 |      | Partido Conservador | 57,9 / 100,0 |
| Leicester East                 |      | Partido Trabalhista | 61,1 / 100,0 |      | Partido Trabalhista | 67,0 / 100,0 |
| Leicester South                |      | Partido Trabalhista | 59,8 / 100,0 |      | Partido Trabalhista | 73,6 / 100,0 |
| Leicester West                 |      | Partido Trabalhista | 46,5 / 100,0 |      | Partido Trabalhista | 60,8 / 100,0 |
| Lincoln                        |      | Partido Conservador | 42,6 / 100,0 |      | Partido Trabalhista | 47,9 / 100,0 |
| Loughborough                   |      | Partido Conservador | 49,5 / 100,0 |      | Partido Conservador | 49,9 / 100,0 |
| Louth and Horncastle           |      | Partido Conservador | 51,2 / 100,0 |      | Partido Conservador | 63,9 / 100,0 |
| Mansfield                      |      | Partido Trabalhista | 39,4 / 100,0 |      | Partido Conservador | 46,6 / 100,0 |
| Mid Derbyshire                 |      | Partido Conservador | 52,2 / 100,0 |      | Partido Conservador | 58,6 / 100,0 |
| Newark                         |      | Partido Conservador | 57,0 / 100,0 |      | Partido Conservador | 62,7 / 100,0 |
| North East Derbyshire          |      | Partido Trabalhista | 40,6 / 100,0 |      | Partido Conservador | 49,2 / 100,0 |
| North West Leicestershire      |      | Partido Conservador | 49,5 / 100,0 |      | Partido Conservador | 58,2 / 100,0 |
| Northampton North              |      | Partido Conservador | 42,4 / 100,0 |      | Partido Conservador | 47,2 / 100,0 |
| Northampton South              |      | Partido Conservador | 41,6 / 100,0 |      | Partido Conservador | 46,9 / 100,0 |
| Nottingham East                |      | Partido Trabalhista | 54,6 / 100,0 |      | Partido Trabalhista | 71,5 / 100,0 |
| Nottingham North               |      | Partido Trabalhista | 54,6 / 100,0 |      | Partido Trabalhista | 60,2 / 100,0 |
| Nottingham South               |      | Partido Trabalhista | 47,6 / 100,0 |      | Partido Trabalhista | 62,4 / 100,0 |
| Rushcliffe                     |      | Partido Conservador | 51,4 / 100,0 |      | Partido Conservador | 51,8 / 100,0 |
| Rutland and Melton             |      | Partido Conservador | 55,6 / 100,0 |      | Partido Conservador | 62,8 / 100,0 |
| Sherwood                       |      | Partido Conservador | 45,0 / 100,0 |      | Partido Conservador | 51,5 / 100,0 |
| Sleaford and North Hykeham     |      | Partido Conservador | 53,5 / 100,0 |      | Partido Conservador | 64,2 / 100,0 |
| South Derbyshire               |      | Partido Conservador | 49,4 / 100,0 |      | Partido Conservador | 58,7 / 100,0 |
| South Holland and The Deepings |      | Partido Conservador | 59,6 / 100,0 |      | Partido Conservador | 69,9 / 100,0 |
| South Leicestershire           |      | Partido Conservador | 53,2 / 100,0 |      | Partido Conservador | 61,4 / 100,0 |
| South Northamptonshire         |      | Partido Conservador | 60,1 / 100,0 |      | Partido Conservador | 62,5 / 100,0 |
| Wellingborough                 |      | Partido Conservador | 52,1 / 100,0 |      | Partido Conservador | 57,4 / 100,0 |

#### London (Londres)
| Distrito Eleitoral                | 2015 | 2015                | 2015         | 2017 | 2017                | 2017         |
| --------------------------------- | ---- | ------------------- | ------------ | ---- | ------------------- | ------------ |
| Barking                           |      | Partido Trabalhista | 57,7 / 100,0 |      | Partido Trabalhista | 67,8 / 100,0 |
| Bettersea                         |      | Partido Conservador | 52,4 / 100,0 |      | Partido Trabalhista | 45,9 / 100,0 |
| Beckenham                         |      | Partido Conservador | 57,3 / 100,0 |      | Partido Conservador | 59,3 / 100,0 |
| Bermondsey and Old Southwark      |      | Partido Trabalhista | 43,1 / 100,0 |      | Partido Trabalhista | 53,2 / 100,0 |
| Bethnal Green and Bow             |      | Partido Trabalhista | 61,2 / 100,0 |      | Partido Trabalhista | 71,8 / 100,0 |
| Bexleyheath and Crayford          |      | Partido Conservador | 47,3 / 100,0 |      | Partido Conservador | 55,6 / 100,0 |
| Brent Central                     |      | Partido Trabalhista | 62,1 / 100,0 |      | Partido Trabalhista | 73,1 / 100,0 |
| Brent North                       |      | Partido Trabalhista | 54,3 / 100,0 |      | Partido Trabalhista | 62,9 / 100,0 |
| Brentford and Isleworth           |      | Partido Trabalhista | 43,8 / 100,0 |      | Partido Trabalhista | 57,4 / 100,0 |
| Bromley and Chislehurst           |      | Partido Conservador | 53,0 / 100,0 |      | Partido Conservador | 54,0 / 100,0 |
| Camberwell and Peckham            |      | Partido Trabalhista | 63,3 / 100,0 |      | Partido Trabalhista | 77,8 / 100,0 |
| Carshalton and Wallington         |      | Liberal Democratas  | 34,9 / 100,0 |      | Liberal Democratas  | 41,0 / 100,0 |
| Chelsea and Fulham                |      | Partido Conservador | 62,9 / 100,0 |      | Partido Conservador | 52,6 / 100,0 |
| Chingford and Woodford Green      |      | Partido Conservador | 47,9 / 100,0 |      | Partido Conservador | 49,1 / 100,0 |
| Chipping Barnet                   |      | Partido Conservador | 48,6 / 100,0 |      | Partido Conservador | 46,3 / 100,0 |
| Cities of London and Westminster  |      | Partido Conservador | 54,1 / 100,0 |      | Partido Conservador | 46,6 / 100,0 |
| Croydon Central                   |      | Partido Conservador | 43,0 / 100,0 |      | Partido Trabalhista | 52,3 / 100,0 |
| Croydon North                     |      | Partido Trabalhista | 62,6 / 100,0 |      | Partido Trabalhista | 74,2 / 100,0 |
| Croydon South                     |      | Partido Conservador | 54,5 / 100,0 |      | Partido Conservador | 54,4 / 100,0 |
| Dagenham and Rainham              |      | Partido Trabalhista | 41,4 / 100,0 |      | Partido Trabalhista | 50,1 / 100,0 |
| Dulwich and West Norwood          |      | Partido Trabalhista | 54,1 / 100,0 |      | Partido Trabalhista | 69,6 / 100,0 |
| Ealing Central and Acton          |      | Partido Trabalhista | 43,2 / 100,0 |      | Partido Trabalhista | 59,7 / 100,0 |
| Ealing North                      |      | Partido Trabalhista | 55,1 / 100,0 |      | Partido Trabalhista | 66,0 / 100,0 |
| Ealing Southall                   |      | Partido Trabalhista | 65,0 / 100,0 |      | Partido Trabalhista | 70,3 / 100,0 |
| East Ham                          |      | Partido Trabalhista | 77,6 / 100,0 |      | Partido Trabalhista | 83,2 / 100,0 |
| Edmonton                          |      | Partido Trabalhista | 61,4 / 100,0 |      | Partido Trabalhista | 71,5 / 100,0 |
| Eltham                            |      | Partido Trabalhista | 42,6 / 100,0 |      | Partido Trabalhista | 54,4 / 100,0 |
| Enfield North                     |      | Partido Trabalhista | 43,7 / 100,0 |      | Partido Trabalhista | 58,0 / 100,0 |
| Enfield Southgate                 |      | Partido Conservador | 49,4 / 100,0 |      | Partido Trabalhista | 51,7 / 100,0 |
| Erith and Thamesmead              |      | Partido Trabalhista | 49,8 / 100,0 |      | Partido Trabalhista | 57,5 / 100,0 |
| Feltham and Heston                |      | Partido Trabalhista | 52,3 / 100,0 |      | Partido Trabalhista | 61,2 / 100,0 |
| Finchley and Golders Green        |      | Partido Conservador | 50,9 / 100,0 |      | Partido Conservador | 47,0 / 100,0 |
| Greenwich and Woolwich            |      | Partido Trabalhista | 52,2 / 100,0 |      | Partido Trabalhista | 64,4 / 100,0 |
| Hackney North and Stoke Newington |      | Partido Trabalhista | 62,9 / 100,0 |      | Partido Trabalhista | 75,1 / 100,0 |
| Hackney South and Shoreditch      |      | Partido Trabalhista | 64,4 / 100,0 |      | Partido Trabalhista | 79,4 / 100,0 |
| Hammersmith                       |      | Partido Trabalhista | 50,0 / 100,0 |      | Partido Trabalhista | 63,9 / 100,0 |
| Hampstead and Kilburn             |      | Partido Trabalhista | 44,4 / 100,0 |      | Partido Trabalhista | 59,0 / 100,0 |
| Harrow East                       |      | Partido Conservador | 50,3 / 100,0 |      | Partido Conservador | 49,4 / 100,0 |
| Harrow West                       |      | Partido Trabalhista | 47,0 / 100,0 |      | Partido Trabalhista | 60,8 / 100,0 |
| Hayes and Harlington              |      | Partido Trabalhista | 59,6 / 100,0 |      | Partido Trabalhista | 66,5 / 100,0 |
| Hendon                            |      | Partido Conservador | 49,0 / 100,0 |      | Partido Conservador | 48,0 / 100,0 |
| Holborn and St Pancras            |      | Partido Trabalhista | 52,9 / 100,0 |      | Partido Trabalhista | 70,1 / 100,0 |
| Hornchurch and Upminster          |      | Partido Conservador | 49,0 / 100,0 |      | Partido Conservador | 60,2 / 100,0 |
| Hornsey and Wood Green            |      | Partido Trabalhista | 50,9 / 100,0 |      | Partido Trabalhista | 65,4 / 100,0 |
| Ilford North                      |      | Partido Trabalhista | 43,9 / 100,0 |      | Partido Trabalhista | 57,8 / 100,0 |
| Ilford South                      |      | Partido Trabalhista | 64,0 / 100,0 |      | Partido Trabalhista | 75,8 / 100,0 |
| Islington North                   |      | Partido Trabalhista | 60,2 / 100,0 |      | Partido Trabalhista | 73,0 / 100,0 |
| Islington South and Finsbury      |      | Partido Trabalhista | 50,9 / 100,0 |      | Partido Trabalhista | 62,8 / 100,0 |
| Kensington                        |      | Partido Conservador | 52,3 / 100,0 |      | Partido Trabalhista | 42,2 / 100,0 |
| Kingston and Surbiton             |      | Partido Conservador | 39,2 / 100,0 |      | Liberal Democratas  | 44,7 / 100,0 |
| Lewisham Deptford                 |      | Partido Trabalhista | 60,2 / 100,0 |      | Partido Trabalhista | 77,0 / 100,0 |
| Lewisham East                     |      | Partido Trabalhista | 55,7 / 100,0 |      | Partido Trabalhista | 67,9 / 100,0 |
| Lewisham West and Penge           |      | Partido Trabalhista | 50,6 / 100,0 |      | Partido Trabalhista | 66,6 / 100,0 |
| Leyton and Wanstead               |      | Partido Trabalhista | 58,6 / 100,0 |      | Partido Trabalhista | 69,8 / 100,0 |
| Mitcham and Morden                |      | Partido Trabalhista | 60,7 / 100,0 |      | Partido Trabalhista | 68,7 / 100,0 |
| Old Bexley and Sidcup             |      | Partido Conservador | 52,8 / 100,0 |      | Partido Conservador | 61,5 / 100,0 |
| Orpington                         |      | Partido Conservador | 57,4 / 100,0 |      | Partido Conservador | 62,9 / 100,0 |
| Poplar and Limehouse              |      | Partido Trabalhista | 58,5 / 100,0 |      | Partido Trabalhista | 67,3 / 100,0 |
| Putney                            |      | Partido Conservador | 53,8 / 100,0 |      | Partido Conservador | 44,1 / 100,0 |
| Richmond Park                     |      | Partido Conservador | 58,2 / 100,0 |      | Partido Conservador | 45,1 / 100,0 |
| Romford                           |      | Partido Conservador | 51,0 / 100,0 |      | Partido Conservador | 59,4 / 100,0 |
| Ruislip, Northwood and Pinner     |      | Partido Conservador | 59,6 / 100,0 |      | Partido Conservador | 57,2 / 100,0 |
| Streatham                         |      | Partido Trabalhista | 53,0 / 100,0 |      | Partido Trabalhista | 68,5 / 100,0 |
| Sutton and Cheam                  |      | Partido Conservador | 41,5 / 100,0 |      | Partido Conservador | 51,1 / 100,0 |
| Tooting                           |      | Partido Trabalhista | 55,9 / 100,0 |      | Partido Trabalhista | 59,6 / 100,0 |
| Tottenham                         |      | Partido Trabalhista | 67,3 / 100,0 |      | Partido Trabalhista | 81,6 / 100,0 |
| Twickenham                        |      | Partido Conservador | 41,3 / 100,0 |      | Liberal Democratas  | 52,8 / 100,0 |
| Uxbridge and South Ruislip        |      | Partido Conservador | 50,2 / 100,0 |      | Partido Conservador | 50,8 / 100,0 |
| Vauxhall                          |      | Partido Trabalhista | 53,8 / 100,0 |      | Partido Trabalhista | 57,3 / 100,0 |
| Walthamstow                       |      | Partido Trabalhista | 68,9 / 100,0 |      | Partido Trabalhista | 80,6 / 100,0 |
| West Ham                          |      | Partido Trabalhista | 68,4 / 100,0 |      | Partido Trabalhista | 76,7 / 100,0 |
| Westminster North                 |      | Partido Trabalhista | 46,8 / 100,0 |      | Partido Trabalhista | 59,9 / 100,0 |
| Wimbledon                         |      | Partido Conservador | 52,1 / 100,0 |      | Partido Conservador | 46,5 / 100,0 |

#### North East
| Distrito Eleitoral                     | 2015 | 2015                | 2015         | 2017 | 2017                | 2017         |
| -------------------------------------- | ---- | ------------------- | ------------ | ---- | ------------------- | ------------ |
| Berwick-upon-Tweed                     |      | Partido Conservador | 41,1 / 100,0 |      | Partido Conservador | 52,5 / 100,0 |
| Bishop Auckland                        |      | Partido Trabalhista | 41,4 / 100,0 |      | Partido Trabalhista | 48,1 / 100,0 |
| Blaydon                                |      | Partido Trabalhista | 49,2 / 100,0 |      | Partido Trabalhista | 56,1 / 100,0 |
| Blyth Valley                           |      | Partido Trabalhista | 46,3 / 100,0 |      | Partido Trabalhista | 55,9 / 100,0 |
| City of Durham                         |      | Partido Trabalhista | 47,3 / 100,0 |      | Partido Trabalhista | 55,4 / 100,0 |
| Darlington                             |      | Partido Trabalhista | 42,9 / 100,0 |      | Partido Trabalhista | 50,6 / 100,0 |
| Easington                              |      | Partido Trabalhista | 61,0 / 100,0 |      | Partido Trabalhista | 63,7 / 100,0 |
| Gateshead                              |      | Partido Trabalhista | 56,8 / 100,0 |      | Partido Trabalhista | 65,1 / 100,0 |
| Hartlepool                             |      | Partido Trabalhista | 35,6 / 100,0 |      | Partido Trabalhista | 52,5 / 100,0 |
| Hexham                                 |      | Partido Conservador | 52,7 / 100,0 |      | Partido Conservador | 54,1 / 100,0 |
| Houghton and Sunderland South          |      | Partido Trabalhista | 55,1 / 100,0 |      | Partido Trabalhista | 59,5 / 100,0 |
| Jarrow                                 |      | Partido Trabalhista | 55,7 / 100,0 |      | Partido Trabalhista | 65,1 / 100,0 |
| Middlesbrough                          |      | Partido Trabalhista | 56,8 / 100,0 |      | Partido Trabalhista | 65,7 / 100,0 |
| Middlesbrough South and East Cleveland |      | Partido Trabalhista | 42,0 / 100,0 |      | Partido Conservador | 49,6 / 100,0 |
| Newcastle upon Tyne Central            |      | Partido Trabalhista | 55,0 / 100,0 |      | Partido Trabalhista | 64,9 / 100,0 |
| Newcastle upon Tyne East               |      | Partido Trabalhista | 49,4 / 100,0 |      | Partido Trabalhista | 67,6 / 100,0 |
| Newcastle upon Tyne North              |      | Partido Trabalhista | 46,1 / 100,0 |      | Partido Trabalhista | 55,4 / 100,0 |
| North Durham                           |      | Partido Trabalhista | 54,9 / 100,0 |      | Partido Trabalhista | 59,9 / 100,0 |
| North Tyneside                         |      | Partido Trabalhista | 55,9 / 100,0 |      | Partido Trabalhista | 64,5 / 100,0 |
| North West Durham                      |      | Partido Trabalhista | 46,9 / 100,0 |      | Partido Trabalhista | 52,8 / 100,0 |
| Redcar                                 |      | Partido Trabalhista | 43,9 / 100,0 |      | Partido Trabalhista | 55,5 / 100,0 |
| Sedgefield                             |      | Partido Trabalhista | 47,2 / 100,0 |      | Partido Trabalhista | 53,4 / 100,0 |
| South Shields                          |      | Partido Trabalhista | 51,3 / 100,0 |      | Partido Trabalhista | 61,5 / 100,0 |
| Stockton North                         |      | Partido Trabalhista | 49,1 / 100,0 |      | Partido Trabalhista | 56,9 / 100,0 |
| Stockton South                         |      | Partido Conservador | 46,8 / 100,0 |      | Partido Trabalhista | 48,5 / 100,0 |
| Sunderland Central                     |      | Partido Trabalhista | 50,2 / 100,0 |      | Partido Trabalhista | 55,5 / 100,0 |
| Tynemouth                              |      | Partido Trabalhista | 48,2 / 100,0 |      | Partido Trabalhista | 57,0 / 100,0 |
| Wansbeck                               |      | Partido Trabalhista | 50,0 / 100,0 |      | Partido Trabalhista | 57,3 / 100,0 |
| Washington and Sunderland West         |      | Partido Trabalhista | 55,0 / 100,0 |      | Partido Trabalhista | 60,7 / 100,0 |

#### North West
| Distrito Eleitoral            | 2015 | 2015                | 2015         | 2017 | 2017                | 2017         |
| ----------------------------- | ---- | ------------------- | ------------ | ---- | ------------------- | ------------ |
| Altrincham and Sale West      |      | Partido Conservador | 53,0 / 100,0 |      | Partido Conservador | 51,0 / 100,0 |
| Ashton-under-Lyne             |      | Partido Trabalhista | 49,8 / 100,0 |      | Partido Trabalhista | 60,4 / 100,0 |
| Barrow and Furness            |      | Partido Trabalhista | 42,3 / 100,0 |      | Partido Trabalhista | 47,5 / 100,0 |
| Birkenhead                    |      | Partido Trabalhista | 67,6 / 100,0 |      | Partido Trabalhista | 76,9 / 100,0 |
| Blackburn                     |      | Partido Trabalhista | 56,3 / 100,0 |      | Partido Trabalhista | 69,8 / 100,0 |
| Blackley and Broughton        |      | Partido Trabalhista | 61,9 / 100,0 |      | Partido Trabalhista | 70,5 / 100,0 |
| Blackpool North and Cleveleys |      | Partido Conservador | 44,4 / 100,0 |      | Partido Conservador | 49,4 / 100,0 |
| Blackpool South               |      | Partido Trabalhista | 41,8 / 100,0 |      | Partido Trabalhista | 50,3 / 100,0 |
| Bolton North East             |      | Partido Trabalhista | 43,0 / 100,0 |      | Partido Trabalhista | 50,6 / 100,0 |
| Bolton South East             |      | Partido Trabalhista | 50,5 / 100,0 |      | Partido Trabalhista | 60,7 / 100,0 |
| Bolton West                   |      | Partido Conservador | 40,6 / 100,0 |      | Partido Conservador | 47,9 / 100,0 |
| Bootle                        |      | Partido Trabalhista | 74,5 / 100,0 |      | Partido Trabalhista | 84,0 / 100,0 |
| Burnley                       |      | Partido Trabalhista | 37,6 / 100,0 |      | Partido Trabalhista | 46,7 / 100,0 |
| Bury North                    |      | Partido Conservador | 41,9 / 100,0 |      | Partido Trabalhista | 53,6 / 100,0 |
| Bury South                    |      | Partido Trabalhista | 45,1 / 100,0 |      | Partido Trabalhista | 53,3 / 100,0 |
| Carlisle                      |      | Partido Conservador | 44,3 / 100,0 |      | Partido Conservador | 49,9 / 100,0 |
| Cheadle                       |      | Partido Conservador | 43,1 / 100,0 |      | Partido Conservador | 44,6 / 100,0 |
| Chorley                       |      | Partido Trabalhista | 45,1 / 100,0 |      | Partido Trabalhista | 55,3 / 100,0 |
| City of Chester               |      | Partido Trabalhista | 43,2 / 100,0 |      | Partido Trabalhista | 56,8 / 100,0 |
| Congleton                     |      | Partido Conservador | 53,3 / 100,0 |      | Partido Conservador | 56,6 / 100,0 |
| Copeland                      |      | Partido Trabalhista | 42,3 / 100,0 |      | Partido Conservador | 49,1 / 100,0 |
| Crewe and Nantwitch           |      | Partido Conservador | 45,0 / 100,0 |      | Partido Trabalhista | 47,1 / 100,0 |
| Denton and Reddish            |      | Partido Trabalhista | 50,8 / 100,0 |      | Partido Trabalhista | 63,5 / 100,0 |
| Eddisbury                     |      | Partido Conservador | 51,0 / 100,0 |      | Partido Conservador | 56,9 / 100,0 |
| Ellesmere Port and Neston     |      | Partido Trabalhista | 47,8 / 100,0 |      | Partido Trabalhista | 59,2 / 100,0 |
| Fylde                         |      | Partido Conservador | 49,1 / 100,0 |      | Partido Conservador | 58,7 / 100,0 |
| Garston and Halewood          |      | Partido Trabalhista | 69,1 / 100,0 |      | Partido Trabalhista | 77,7 / 100,0 |
| Halton                        |      | Partido Trabalhista | 62,8 / 100,0 |      | Partido Trabalhista | 73,0 / 100,0 |
| Hazel Grove                   |      | Partido Conservador | 41,4 / 100,0 |      | Partido Conservador | 45,4 / 100,0 |
| Heywood and Middleton         |      | Partido Trabalhista | 43,1 / 100,0 |      | Partido Trabalhista | 53,3 / 100,0 |
| Hyndburn                      |      | Partido Trabalhista | 42,1 / 100,0 |      | Partido Trabalhista | 53,4 / 100,0 |
| Knowsley                      |      | Partido Trabalhista | 78,1 / 100,0 |      | Partido Trabalhista | 85,3 / 100,0 |
| Lancaster and Fleetwood       |      | Partido Trabalhista | 42,3 / 100,0 |      | Partido Trabalhista | 55,1 / 100,0 |
| Leigh                         |      | Partido Trabalhista | 53,9 / 100,0 |      | Partido Trabalhista | 56,2 / 100,0 |
| Liverpool Riverside           |      | Partido Trabalhista | 67,4 / 100,0 |      | Partido Trabalhista | 84,5 / 100,0 |
| Liverpool Walton              |      | Partido Trabalhista | 81,3 / 100,0 |      | Partido Trabalhista | 85,7 / 100,0 |
| Liverpool Wavertree           |      | Partido Trabalhista | 69,3 / 100,0 |      | Partido Trabalhista | 79,5 / 100,0 |
| Liverpool West Derby          |      | Partido Trabalhista | 75,2 / 100,0 |      | Partido Trabalhista | 82,8 / 100,0 |
| Macclesfield                  |      | Partido Conservador | 52,5 / 100,0 |      | Partido Conservador | 52,7 / 100,0 |
| Makerfield                    |      | Partido Trabalhista | 51,8 / 100,0 |      | Partido Trabalhista | 60,1 / 100,0 |
| Manchester Central            |      | Partido Trabalhista | 61,3 / 100,0 |      | Partido Trabalhista | 77,4 / 100,0 |
| Manchester Gorton             |      | Partido Trabalhista | 67,1 / 100,0 |      | Partido Trabalhista | 76,3 / 100,0 |
| Manchester Withington         |      | Partido Trabalhista | 53,7 / 100,0 |      | Partido Trabalhista | 71,7 / 100,0 |
| Morecambe and Lunesdale       |      | Partido Conservador | 45,5 / 100,0 |      | Partido Conservador | 47,7 / 100,0 |
| Oldham East and Saddleworth   |      | Partido Trabalhista | 39,4 / 100,0 |      | Partido Trabalhista | 54,5 / 100,0 |
| Oldham West and Royton        |      | Partido Trabalhista | 54,8 / 100,0 |      | Partido Trabalhista | 65,2 / 100,0 |
| Pendle                        |      | Partido Conservador | 47,2 / 100,0 |      | Partido Conservador | 49,0 / 100,0 |
| Penrith and The Border        |      | Partido Conservador | 59,7 / 100,0 |      | Partido Conservador | 60,4 / 100,0 |
| Preston                       |      | Partido Trabalhista | 56,0 / 100,0 |      | Partido Trabalhista | 68,0 / 100,0 |
| Ribble Valley                 |      | Partido Conservador | 48,6 / 100,0 |      | Partido Conservador | 57,8 / 100,0 |
| Rochdale                      |      | Partido Trabalhista | 46,1 / 100,0 |      | Partido Trabalhista | 58,0 / 100,0 |
| Rossendale and Darwen         |      | Partido Conservador | 46,6 / 100,0 |      | Partido Conservador | 50,8 / 100,0 |
| Salford and Eccles            |      | Partido Trabalhista | 49,4 / 100,0 |      | Partido Trabalhista | 65,6 / 100,0 |
| Sefton Central                |      | Partido Trabalhista | 53,8 / 100,0 |      | Partido Trabalhista | 63,0 / 100,0 |
| South Ribble                  |      | Partido Conservador | 46,4 / 100,0 |      | Partido Conservador | 52,8 / 100,0 |
| Southport                     |      | Liberal Democratas  | 31,0 / 100,0 |      | Partido Conservador | 38,7 / 100,0 |
| St Helens North               |      | Partido Trabalhista | 57,0 / 100,0 |      | Partido Trabalhista | 63,7 / 100,0 |
| St Helens South and Whiston   |      | Partido Trabalhista | 59,8 / 100,0 |      | Partido Trabalhista | 67,8 / 100,0 |
| Stalybridge and Hyde          |      | Partido Trabalhista | 45,0 / 100,0 |      | Partido Trabalhista | 57,2 / 100,0 |
| Stockport                     |      | Partido Trabalhista | 49,9 / 100,0 |      | Partido Trabalhista | 63,3 / 100,0 |
| Stretford and Urmston         |      | Partido Trabalhista | 53,0 / 100,0 |      | Partido Trabalhista | 66,8 / 100,0 |
| Tatton                        |      | Partido Conservador | 58,6 / 100,0 |      | Partido Conservador | 58,6 / 100,0 |
| Wallasey                      |      | Partido Trabalhista | 60,4 / 100,0 |      | Partido Trabalhista | 71,5 / 100,0 |
| Warrington North              |      | Partido Trabalhista | 47,8 / 100,0 |      | Partido Trabalhista | 56,4 / 100,0 |
| Warrington South              |      | Partido Conservador | 43,7 / 100,0 |      | Partido Trabalhista | 48,4 / 100,0 |
| Weaver Vale                   |      | Partido Conservador | 43,2 / 100,0 |      | Partido Trabalhista | 51,5 / 100,0 |
| West Lancashire               |      | Partido Trabalhista | 49,3 / 100,0 |      | Partido Trabalhista | 58,9 / 100,0 |
| Westmorland and Lonsdale      |      | Liberal Democratas  | 51,5 / 100,0 |      | Liberal Democratas  | 45,8 / 100,0 |
| Wigan                         |      | Partido Trabalhista | 52,2 / 100,0 |      | Partido Trabalhista | 62,2 / 100,0 |
| Wirral South                  |      | Partido Trabalhista | 48,2 / 100,0 |      | Partido Trabalhista | 57,2 / 100,0 |
| Wirral West                   |      | Partido Trabalhista | 45,1 / 100,0 |      | Partido Trabalhista | 54,3 / 100,0 |
| Workington                    |      | Partido Trabalhista | 42,3 / 100,0 |      | Partido Trabalhista | 51,1 / 100,0 |
| Worsley and Eccles South      |      | Partido Trabalhista | 44,2 / 100,0 |      | Partido Trabalhista | 57,1 / 100,0 |
| Wyre and Preston North        |      | Partido Conservador | 53,2 / 100,0 |      | Partido Conservador | 58,3 / 100,0 |
| Wythenshawe and Sale East     |      | Partido Trabalhista | 50,1 / 100,0 |      | Partido Trabalhista | 62,2 / 100,0 |

#### South East
| Distrito Eleitoral             | 2015 | 2015                | 2015         | 2017 | 2017                | 2017         |
| ------------------------------ | ---- | ------------------- | ------------ | ---- | ------------------- | ------------ |
| Aldershot                      |      | Partido Conservador | 50,6 / 100,0 |      | Partido Conservador | 55,1 / 100,0 |
| Arundel and South Downs        |      | Partido Conservador | 60,8 / 100,0 |      | Partido Conservador | 62,4 / 100,0 |
| Ashford                        |      | Partido Conservador | 52,5 / 100,0 |      | Partido Conservador | 59,0 / 100,0 |
| Aylesbury                      |      | Partido Conservador | 50,7 / 100,0 |      | Partido Conservador | 55,0 / 100,0 |
| Banbury                        |      | Partido Conservador | 53,0 / 100,0 |      | Partido Conservador | 54,2 / 100,0 |
| Basingstoke                    |      | Partido Conservador | 48,6 / 100,0 |      | Partido Conservador | 52,7 / 100,0 |
| Beaconsfield                   |      | Partido Conservador | 63,2 / 100,0 |      | Partido Conservador | 65,3 / 100,0 |
| Bexhill and Battle             |      | Partido Conservador | 54,8 / 100,0 |      | Partido Conservador | 62,0 / 100,0 |
| Bognor Regis and Littlehampton |      | Partido Conservador | 51,3 / 100,0 |      | Partido Conservador | 59,0 / 100,0 |
| Bracknell                      |      | Partido Conservador | 55,8 / 100,0 |      | Partido Conservador | 58,8 / 100,0 |
| Brighton Kemptown              |      | Partido Conservador | 40,7 / 100,0 |      | Partido Trabalhista | 58,3 / 100,0 |
| Brighton Pavilion              |      | Partido Verde       | 41,8 / 100,0 |      | Partido Verde       | 52,3 / 100,0 |
| Buckingham                     |      | Speaker             | 64,5 / 100,0 |      | Speaker             | 65,1 / 100,0 |
| Canterbury                     |      | Partido Conservador | 42,9 / 100,0 |      | Partido Trabalhista | 45,0 / 100,0 |
| Chatham and Aylesford          |      | Partido Conservador | 50,2 / 100,0 |      | Partido Conservador | 57,0 / 100,0 |
| Chesham and Amersham           |      | Partido Conservador | 59,1 / 100,0 |      | Partido Conservador | 60,7 / 100,0 |
| Chichester                     |      | Partido Conservador | 57,7 / 100,0 |      | Partido Conservador | 60,1 / 100,0 |
| Crawley                        |      | Partido Conservador | 47,0 / 100,0 |      | Partido Conservador | 50,6 / 100,0 |
| Dartford                       |      | Partido Conservador | 49,0 / 100,0 |      | Partido Conservador | 57,6 / 100,0 |
| Dover                          |      | Partido Conservador | 43,3 / 100,0 |      | Partido Conservador | 52,4 / 100,0 |
| East Hampshire                 |      | Partido Conservador | 60,7 / 100,0 |      | Partido Conservador | 63,6 / 100,0 |
| East Surrey                    |      | Partido Conservador | 57,4 / 100,0 |      | Partido Conservador | 59,6 / 100,0 |
| East Worthing and Shoreham     |      | Partido Conservador | 49,5 / 100,0 |      | Partido Conservador | 48,9 / 100,0 |
| Eastbourne                     |      | Partido Conservador | 39,6 / 100,0 |      | Liberal Democratas  | 46,9 / 100,0 |
| Eastleigh                      |      | Partido Conservador | 42,3 / 100,0 |      | Partido Conservador | 50,4 / 100,0 |
| Epsom and Ewell                |      | Partido Conservador | 58,3 / 100,0 |      | Partido Conservador | 59,6 / 100,0 |
| Esher and Walton               |      | Partido Conservador | 62,9 / 100,0 |      | Partido Conservador | 58,6 / 100,0 |
| Fareham                        |      | Partido Conservador | 56,1 / 100,0 |      | Partido Conservador | 63,0 / 100,0 |
| Faversham and Mid Kent         |      | Partido Conservador | 54,4 / 100,0 |      | Partido Conservador | 61,1 / 100,0 |
| Folkestone and Hythe           |      | Partido Conservador | 47,9 / 100,0 |      | Partido Conservador | 54,7 / 100,0 |
| Gillingham and Rainham         |      | Partido Conservador | 48,0 / 100,0 |      | Partido Conservador | 55,4 / 100,0 |
| Gosport                        |      | Partido Conservador | 55,3 / 100,0 |      | Partido Conservador | 61,9 / 100,0 |
| Gravesham                      |      | Partido Conservador | 46,8 / 100,0 |      | Partido Conservador | 55,6 / 100,0 |
| Guildford                      |      | Partido Conservador | 57,1 / 100,0 |      | Partido Conservador | 54,6 / 100,0 |
| Hastings and Rye               |      | Partido Conservador | 44,5 / 100,0 |      | Partido Conservador | 46,9 / 100,0 |
| Havant                         |      | Partido Conservador | 51,7 / 100,0 |      | Partido Conservador | 59,8 / 100,0 |
| Henley                         |      | Partido Conservador | 58,5 / 100,0 |      | Partido Conservador | 59,1 / 100,0 |
| Horsham                        |      | Partido Conservador | 57,3 / 100,0 |      | Partido Conservador | 59,5 / 100,0 |
| Hove                           |      | Partido Trabalhista | 42,3 / 100,0 |      | Partido Trabalhista | 64,1 / 100,0 |
| Isle of Wight                  |      | Partido Conservador | 40,7 / 100,0 |      | Partido Conservador | 51,3 / 100,0 |
| Lewes                          |      | Partido Conservador | 38,0 / 100,0 |      | Partido Conservador | 49,5 / 100,0 |
| Maidenhead                     |      | Partido Conservador | 65,8 / 100,0 |      | Partido Conservador | 64,8 / 100,0 |
| Maidstone and The Weald        |      | Partido Conservador | 45,5 / 100,0 |      | Partido Conservador | 56,4 / 100,0 |
| Meon Valley                    |      | Partido Conservador | 61,1 / 100,0 |      | Partido Conservador | 65,7 / 100,0 |
| Mid Sussex                     |      | Partido Conservador | 56,1 / 100,0 |      | Partido Conservador | 56,9 / 100,0 |
| Milton Keynes North            |      | Partido Conservador | 47,2 / 100,0 |      | Partido Conservador | 47,5 / 100,0 |
| Milton Keynes South            |      | Partido Conservador | 46,8 / 100,0 |      | Partido Conservador | 47,5 / 100,0 |
| Mole Valley                    |      | Partido Conservador | 60,6 / 100,0 |      | Partido Conservador | 61,9 / 100,0 |
| New Forest East                |      | Partido Conservador | 56,3 / 100,0 |      | Partido Conservador | 62,6 / 100,0 |
| New Forest West                |      | Partido Conservador | 59,9 / 100,0 |      | Partido Conservador | 66,8 / 100,0 |
| Newbury                        |      | Partido Conservador | 61,0 / 100,0 |      | Partido Conservador | 61,5 / 100,0 |
| North East Hampshire           |      | Partido Conservador | 65,9 / 100,0 |      | Partido Conservador | 65,5 / 100,0 |
| North Thanet                   |      | Partido Conservador | 49,0 / 100,0 |      | Partido Conservador | 56,2 / 100,0 |
| North West Hampshire           |      | Partido Conservador | 58,1 / 100,0 |      | Partido Conservador | 62,1 / 100,0 |
| Oxford East                    |      | Partido Trabalhista | 50,0 / 100,0 |      | Partido Trabalhista | 65,2 / 100,0 |
| Oxford West and Abingdon       |      | Partido Conservador | 45,7 / 100,0 |      | Liberal Democratas  | 43,7 / 100,0 |
| Portsmouth North               |      | Partido Conservador | 47,0 / 100,0 |      | Partido Conservador | 54,8 / 100,0 |
| Portsmouth South               |      | Partido Conservador | 34,8 / 100,0 |      | Partido Trabalhista | 41,0 / 100,0 |
| Reading East                   |      | Partido Conservador | 46,0 / 100,0 |      | Partido Trabalhista | 49,0 / 100,0 |
| Reading West                   |      | Partido Conservador | 47,7 / 100,0 |      | Partido Conservador | 48,9 / 100,0 |
| Reigate                        |      | Partido Conservador | 56,8 / 100,0 |      | Partido Conservador | 57,4 / 100,0 |
| Rochester and Strood           |      | Partido Conservador | 44,1 / 100,0 |      | Partido Conservador | 54,3 / 100,0 |
| Romsey and Southampton North   |      | Partido Conservador | 54,4 / 100,0 |      | Partido Conservador | 57,1 / 100,0 |
| Runnymede and Weybridge        |      | Partido Conservador | 59,7 / 100,0 |      | Partido Conservador | 60,9 / 100,0 |
| Sevenoaks                      |      | Partido Conservador | 56,9 / 100,0 |      | Partido Conservador | 63,7 / 100,0 |
| Sittingbourne and Sheppey      |      | Partido Conservador | 49,5 / 100,0 |      | Partido Conservador | 60,2 / 100,0 |
| Slough                         |      | Partido Trabalhista | 48,5 / 100,0 |      | Partido Trabalhista | 62,9 / 100,0 |
| South Thanet                   |      | Partido Conservador | 38,1 / 100,0 |      | Partido Conservador | 50,8 / 100,0 |
| South West Surrey              |      | Partido Conservador | 59,6 / 100,0 |      | Partido Conservador | 55,7 / 100,0 |
| Southampton Itchen             |      | Partido Conservador | 41,7 / 100,0 |      | Partido Conservador | 46,5 / 100,0 |
| Southampton Test               |      | Partido Trabalhista | 48,5 / 100,0 |      | Partido Trabalhista | 58,7 / 100,0 |
| Spelthorne                     |      | Partido Conservador | 49,7 / 100,0 |      | Partido Conservador | 57,3 / 100,0 |
| Surrey Heath                   |      | Partido Conservador | 59,9 / 100,0 |      | Partido Conservador | 64,2 / 100,0 |
| Tonbridge and Malling          |      | Partido Conservador | 59,4 / 100,0 |      | Partido Conservador | 63,6 / 100,0 |
| Tunbridge Wells                |      | Partido Conservador | 58,7 / 100,0 |      | Partido Conservador | 56,9 / 100,0 |
| Wantage                        |      | Partido Conservador | 53,3 / 100,0 |      | Partido Conservador | 54,2 / 100,0 |
| Wealden                        |      | Partido Conservador | 57,0 / 100,0 |      | Partido Conservador | 61,2 / 100,0 |
| Winchester                     |      | Partido Conservador | 55,0 / 100,0 |      | Partido Conservador | 52,0 / 100,0 |
| Windsor                        |      | Partido Conservador | 63,4 / 100,0 |      | Partido Conservador | 64,4 / 100,0 |
| Witney                         |      | Partido Conservador | 60,2 / 100,0 |      | Partido Conservador | 55,5 / 100,0 |
| Woking                         |      | Partido Conservador | 56,2 / 100,0 |      | Partido Conservador | 54,1 / 100,0 |
| Wokingham                      |      | Partido Conservador | 57,7 / 100,0 |      | Partido Conservador | 56,6 / 100,0 |
| Worthing West                  |      | Partido Conservador | 51,5 / 100,0 |      | Partido Conservador | 55,4 / 100,0 |
| Wycombe                        |      | Partido Conservador | 51,4 / 100,0 |      | Partido Conservador | 50,0 / 100,0 |

#### South West
| Distrito Eleitoral            | 2015 | 2015                | 2015         | 2017 | 2017                | 2017         |
| ----------------------------- | ---- | ------------------- | ------------ | ---- | ------------------- | ------------ |
| Bath                          |      | Partido Conservador | 37,8 / 100,0 |      | Liberal Democratas  | 47,3 / 100,0 |
| Bournemouth East              |      | Partido Conservador | 49,0 / 100,0 |      | Partido Conservador | 51,9 / 100,0 |
| Bournemouth West              |      | Partido Conservador | 48,2 / 100,0 |      | Partido Conservador | 53,5 / 100,0 |
| Bridgwater and West Somerset  |      | Partido Conservador | 46,0 / 100,0 |      | Partido Conservador | 55,1 / 100,0 |
| Bristol East                  |      | Partido Trabalhista | 39,3 / 100,0 |      | Partido Trabalhista | 60,7 / 100,0 |
| Bristol North West            |      | Partido Conservador | 43,9 / 100,0 |      | Partido Trabalhista | 50,7 / 100,0 |
| Bristol South                 |      | Partido Trabalhista | 38,4 / 100,0 |      | Partido Trabalhista | 60,1 / 100,0 |
| Bristol West                  |      | Partido Trabalhista | 35,7 / 100,0 |      | Partido Trabalhista | 65,9 / 100,0 |
| Camborne and Redruth          |      | Partido Conservador | 40,2 / 100,0 |      | Partido Conservador | 47,5 / 100,0 |
| Central Devon                 |      | Partido Conservador | 52,2 / 100,0 |      | Partido Conservador | 54,1 / 100,0 |
| Cheltenham                    |      | Partido Conservador | 46,1 / 100,0 |      | Partido Conservador | 46,7 / 100,0 |
| Chippenham                    |      | Partido Conservador | 47,6 / 100,0 |      | Partido Conservador | 54,7 / 100,0 |
| Christchurch                  |      | Partido Conservador | 58,1 / 100,0 |      | Partido Conservador | 69,6 / 100,0 |
| Devizes                       |      | Partido Conservador | 57,7 / 100,0 |      | Partido Conservador | 62,7 / 100,0 |
| East Devon                    |      | Partido Conservador | 46,4 / 100,0 |      | Partido Conservador | 48,5 / 100,0 |
| Exeter                        |      | Partido Trabalhista | 46,4 / 100,0 |      | Partido Trabalhista | 62,0 / 100,0 |
| Filton and Bradley Stoke      |      | Partido Conservador | 46,7 / 100,0 |      | Partido Conservador | 50,0 / 100,0 |
| Forest of Dean                |      | Partido Conservador | 46,8 / 100,0 |      | Partido Conservador | 54,3 / 100,0 |
| Gloucester                    |      | Partido Conservador | 45,3 / 100,0 |      | Partido Conservador | 50,3 / 100,0 |
| Kingswood                     |      | Partido Conservador | 48,3 / 100,0 |      | Partido Conservador | 54,9 / 100,0 |
| Mid Dorset and North Poole    |      | Partido Conservador | 50,8 / 100,0 |      | Partido Conservador | 59,2 / 100,0 |
| Newton Abbot                  |      | Partido Conservador | 47,5 / 100,0 |      | Partido Conservador | 55,5 / 100,0 |
| North Cornwall                |      | Partido Conservador | 45,0 / 100,0 |      | Partido Conservador | 50,7 / 100,0 |
| North Devon                   |      | Partido Conservador | 42,7 / 100,0 |      | Partido Conservador | 45,8 / 100,0 |
| North Dorset                  |      | Partido Conservador | 56,6 / 100,0 |      | Partido Conservador | 64,9 / 100,0 |
| North East Somerset           |      | Partido Conservador | 49,8 / 100,0 |      | Partido Conservador | 53,6 / 100,0 |
| North Somerset                |      | Partido Conservador | 53,5 / 100,0 |      | Partido Conservador | 54,2 / 100,0 |
| North Swindon                 |      | Partido Conservador | 50,3 / 100,0 |      | Partido Conservador | 53,6 / 100,0 |
| North Wiltshire               |      | Partido Conservador | 57,2 / 100,0 |      | Partido Conservador | 60,3 / 100,0 |
| Plymouth Moor View            |      | Partido Conservador | 37,6 / 100,0 |      | Partido Conservador | 51,9 / 100,0 |
| Plymouth Sutton and Devonport |      | Partido Conservador | 37,8 / 100,0 |      | Partido Trabalhista | 53,3 / 100,0 |
| Poole                         |      | Partido Conservador | 50,1 / 100,0 |      | Partido Conservador | 57,9 / 100,0 |
| Salisbury                     |      | Partido Conservador | 55,6 / 100,0 |      | Partido Conservador | 58,1 / 100,0 |
| Somerton and Frome            |      | Partido Conservador | 53,0 / 100,0 |      | Partido Conservador | 57,0 / 100,0 |
| South Dorset                  |      | Partido Conservador | 48,7 / 100,0 |      | Partido Conservador | 56,1 / 100,0 |
| South East Cornwall           |      | Partido Conservador | 50,5 / 100,0 |      | Partido Conservador | 55,4 / 100,0 |
| South Swindon                 |      | Partido Conservador | 46,2 / 100,0 |      | Partido Conservador | 48,4 / 100,0 |
| South West Devon              |      | Partido Conservador | 56,6 / 100,0 |      | Partido Conservador | 59,8 / 100,0 |
| South West Wiltshire          |      | Partido Conservador | 52,7 / 100,0 |      | Partido Conservador | 60,0 / 100,0 |
| St Austell and Newquay        |      | Partido Conservador | 40,2 / 100,0 |      | Partido Conservador | 49,5 / 100,0 |
| St Ives                       |      | Partido Conservador | 38,3 / 100,0 |      | Partido Conservador | 43,2 / 100,0 |
| Stroud                        |      | Partido Conservador | 45,7 / 100,0 |      | Partido Trabalhista | 47,0 / 100,0 |
| Taunton Deane                 |      | Partido Conservador | 48,1 / 100,0 |      | Partido Conservador | 52,9 / 100,0 |
| Tewkesbury                    |      | Partido Conservador | 54,5 / 100,0 |      | Partido Conservador | 60,0 / 100,0 |
| The Cotswolds                 |      | Partido Conservador | 56,5 / 100,0 |      | Partido Conservador | 60,1 / 100,0 |
| Thornbury and Yate            |      | Partido Conservador | 41,0 / 100,0 |      | Partido Conservador | 55,3 / 100,0 |
| Tiverton and Honiton          |      | Partido Conservador | 54,0 / 100,0 |      | Partido Conservador | 61,4 / 100,0 |
| Torbay                        |      | Partido Conservador | 40,7 / 100,0 |      | Partido Conservador | 53,0 / 100,0 |
| Torridge and West Devon       |      | Partido Conservador | 50,9 / 100,0 |      | Partido Conservador | 56,5 / 100,0 |
| Totnes                        |      | Partido Conservador | 53,0 / 100,0 |      | Partido Conservador | 53,7 / 100,0 |
| Truro and Falmouth            |      | Partido Conservador | 44,0 / 100,0 |      | Partido Conservador | 44,4 / 100,0 |
| Wells                         |      | Partido Conservador | 46,1 / 100,0 |      | Partido Conservador | 50,1 / 100,0 |
| West Dorset                   |      | Partido Conservador | 50,2 / 100,0 |      | Partido Conservador | 55,5 / 100,0 |
| Weston-super-Mare             |      | Partido Conservador | 48,0 / 100,0 |      | Partido Conservador | 53,1 / 100,0 |
| Yeovil                        |      | Partido Conservador | 42,5 / 100,0 |      | Partido Conservador | 54,5 / 100,0 |

#### West Midlands
| Distrito Eleitoral               | 2015 | 2015                | 2015         | 2017 | 2017                | 2017         |
| -------------------------------- | ---- | ------------------- | ------------ | ---- | ------------------- | ------------ |
| Aldridge-Brownhills              |      | Partido Conservador | 52,0 / 100,0 |      | Partido Conservador | 65,4 / 100,0 |
| Birmingham Edgbaston             |      | Partido Trabalhista | 44,9 / 100,0 |      | Partido Trabalhista | 55,3 / 100,0 |
| Birmingham Erdington             |      | Partido Trabalhista | 45,6 / 100,0 |      | Partido Trabalhista | 58,0 / 100,0 |
| Birmingham Hall Green            |      | Partido Trabalhista | 59,8 / 100,0 |      | Partido Trabalhista | 77,6 / 100,0 |
| Birmingham Hodge Hill            |      | Partido Trabalhista | 68,4 / 100,0 |      | Partido Trabalhista | 81,1 / 100,0 |
| Birmingham Ladywood              |      | Partido Trabalhista | 73,6 / 100,0 |      | Partido Trabalhista | 82,7 / 100,0 |
| Birmingham Northfield            |      | Partido Trabalhista | 41,6 / 100,0 |      | Partido Trabalhista | 53,2 / 100,0 |
| Birmingham Perry Barr            |      | Partido Trabalhista | 57,4 / 100,0 |      | Partido Trabalhista | 68,1 / 100,0 |
| Birmingham Selly Oak             |      | Partido Trabalhista | 47,7 / 100,0 |      | Partido Trabalhista | 62,9 / 100,0 |
| Birmingham Yardley               |      | Partido Trabalhista | 41,5 / 100,0 |      | Partido Trabalhista | 57,1 / 100,0 |
| Bromsgrove                       |      | Partido Conservador | 53,8 / 100,0 |      | Partido Conservador | 62,0 / 100,0 |
| Burton                           |      | Partido Conservador | 49,8 / 100,0 |      | Partido Conservador | 58,0 / 100,0 |
| Cannock Chase                    |      | Partido Conservador | 44,2 / 100,0 |      | Partido Conservador | 55,0 / 100,0 |
| Coventry North East              |      | Partido Trabalhista | 52,2 / 100,0 |      | Partido Trabalhista | 63,4 / 100,0 |
| Coventry North West              |      | Partido Trabalhista | 41,0 / 100,0 |      | Partido Trabalhista | 54,0 / 100,0 |
| Coventry South                   |      | Partido Trabalhista | 42,3 / 100,0 |      | Partido Trabalhista | 55,0 / 100,0 |
| Dudley North                     |      | Partido Trabalhista | 41,8 / 100,0 |      | Partido Trabalhista | 46,5 / 100,0 |
| Dudley South                     |      | Partido Conservador | 43,8 / 100,0 |      | Partido Conservador | 56,4 / 100,0 |
| Halesowen and Rowley Regis       |      | Partido Conservador | 43,2 / 100,0 |      | Partido Conservador | 51,9 / 100,0 |
| Hereford and South Herefordshire |      | Partido Conservador | 52,6 / 100,0 |      | Partido Conservador | 53,5 / 100,0 |
| Kenilworth and Southam           |      | Partido Conservador | 58,4 / 100,0 |      | Partido Conservador | 60,8 / 100,0 |
| Lichfield                        |      | Partido Conservador | 55,2 / 100,0 |      | Partido Conservador | 63,6 / 100,0 |
| Ludlow                           |      | Partido Conservador | 54,3 / 100,0 |      | Partido Conservador | 62,9 / 100,0 |
| Meriden                          |      | Partido Conservador | 54,7 / 100,0 |      | Partido Conservador | 62,0 / 100,0 |
| Mid Worcestershire               |      | Partido Conservador | 57,0 / 100,0 |      | Partido Conservador | 65,3 / 100,0 |
| Newcastle-under-Lyme             |      | Partido Trabalhista | 38,4 / 100,0 |      | Partido Trabalhista | 48,2 / 100,0 |
| North Herefordshire              |      | Partido Conservador | 55,6 / 100,0 |      | Partido Conservador | 62,0 / 100,0 |
| North Shropshire                 |      | Partido Conservador | 51,5 / 100,0 |      | Partido Conservador | 60,5 / 100,0 |
| North Warwickshire               |      | Partido Conservador | 42,3 / 100,0 |      | Partido Conservador | 56,9 / 100,0 |
| Nuneaton                         |      | Partido Conservador | 45,5 / 100,0 |      | Partido Conservador | 51,6 / 100,0 |
| Redditch                         |      | Partido Conservador | 47,1 / 100,0 |      | Partido Conservador | 52,3 / 100,0 |
| Rugby                            |      | Partido Conservador | 49,1 / 100,0 |      | Partido Conservador | 54,3 / 100,0 |
| Shrewsbury and Atcham            |      | Partido Conservador | 45,5 / 100,0 |      | Partido Conservador | 50,0 / 100,0 |
| Solihull                         |      | Partido Conservador | 49,2 / 100,0 |      | Partido Conservador | 58,1 / 100,0 |
| South Staffordshire              |      | Partido Conservador | 59,4 / 100,0 |      | Partido Conservador | 69,8 / 100,0 |
| Stafford                         |      | Partido Conservador | 48,4 / 100,0 |      | Partido Conservador | 54,7 / 100,0 |
| Staffordshire Moorlands          |      | Partido Conservador | 51,1 / 100,0 |      | Partido Conservador | 58,1 / 100,0 |
| Stoke-on-Trent Central           |      | Partido Trabalhista | 39,3 / 100,0 |      | Partido Trabalhista | 51,5 / 100,0 |
| Stoke-on-Trent North             |      | Partido Trabalhista | 39,9 / 100,0 |      | Partido Trabalhista | 50,9 / 100,0 |
| Stoke-on-Trent South             |      | Partido Trabalhista | 39,2 / 100,0 |      | Partido Conservador | 49,1 / 100,0 |
| Stone                            |      | Partido Conservador | 54,7 / 100,0 |      | Partido Conservador | 63,2 / 100,0 |
| Stourbridge                      |      | Partido Conservador | 46,0 / 100,0 |      | Partido Conservador | 54,5 / 100,0 |
| Stratford-on-Avon                |      | Partido Conservador | 57,7 / 100,0 |      | Partido Conservador | 62,2 / 100,0 |
| Sutton Coldfield                 |      | Partido Conservador | 54,6 / 100,0 |      | Partido Conservador | 61,0 / 100,0 |
| Tamworth                         |      | Partido Conservador | 50,0 / 100,0 |      | Partido Conservador | 61,0 / 100,0 |
| Telford                          |      | Partido Conservador | 39,6 / 100,0 |      | Partido Conservador | 48,7 / 100,0 |
| The Wrekin                       |      | Partido Conservador | 49,7 / 100,0 |      | Partido Conservador | 55,4 / 100,0 |
| Walsall North                    |      | Partido Trabalhista | 39,0 / 100,0 |      | Partido Conservador | 49,6 / 100,0 |
| Walsall South                    |      | Partido Trabalhista | 47,2 / 100,0 |      | Partido Trabalhista | 57,4 / 100,0 |
| Warley                           |      | Partido Trabalhista | 58,2 / 100,0 |      | Partido Trabalhista | 67,2 / 100,0 |
| Warwick and Leamington           |      | Partido Conservador | 47,9 / 100,0 |      | Partido Trabalhista | 46,7 / 100,0 |
| West Bromwich East               |      | Partido Trabalhista | 50,2 / 100,0 |      | Partido Trabalhista | 58,0 / 100,0 |
| West Bromwich West               |      | Partido Trabalhista | 47,3 / 100,0 |      | Partido Trabalhista | 52,1 / 100,0 |
| West Worcestershire              |      | Partido Conservador | 56,1 / 100,0 |      | Partido Conservador | 61,5 / 100,0 |
| Wolverhampton North East         |      | Partido Trabalhista | 46,1 / 100,0 |      | Partido Trabalhista | 52,8 / 100,0 |
| Wolverhampton South East         |      | Partido Trabalhista | 53,3 / 100,0 |      | Partido Trabalhista | 58,2 / 100,0 |
| Wolverhampton South West         |      | Partido Trabalhista | 43,2 / 100,0 |      | Partido Trabalhista | 49,4 / 100,0 |
| Worcester                        |      | Partido Conservador | 45,3 / 100,0 |      | Partido Conservador | 48,1 / 100,0 |
| Wyre Forest                      |      | Partido Conservador | 45,3 / 100,0 |      | Partido Conservador | 58,4 / 100,0 |

#### Yorkshire and the Humber
| Distrito Eleitoral                    | 2015 | 2015                | 2015         | 2017 | 2017                | 2017         |
| ------------------------------------- | ---- | ------------------- | ------------ | ---- | ------------------- | ------------ |
| Barnsley Central                      |      | Partido Trabalhista | 55,7 / 100,0 |      | Partido Trabalhista | 63,9 / 100,0 |
| Barnsley East                         |      | Partido Trabalhista | 54,7 / 100,0 |      | Partido Trabalhista | 59,5 / 100,0 |
| Batley and Spen                       |      | Partido Trabalhista | 43,2 / 100,0 |      | Partido Trabalhista | 55,5 / 100,0 |
| Beverley and Holderness               |      | Partido Conservador | 48,1 / 100,0 |      | Partido Conservador | 58,4 / 100,0 |
| Bradford East                         |      | Partido Trabalhista | 46,6 / 100,0 |      | Partido Trabalhista | 65,4 / 100,0 |
| Bradford South                        |      | Partido Trabalhista | 43,4 / 100,0 |      | Partido Trabalhista | 54,5 / 100,0 |
| Bradford West                         |      | Partido Trabalhista | 49,6 / 100,0 |      | Partido Trabalhista | 64,7 / 100,0 |
| Brigg and Goole                       |      | Partido Conservador | 53,0 / 100,0 |      | Partido Conservador | 60,4 / 100,0 |
| Calder Valley                         |      | Partido Conservador | 43,6 / 100,0 |      | Partido Conservador | 46,1 / 100,0 |
| Cleethorpes                           |      | Partido Conservador | 46,6 / 100,0 |      | Partido Conservador | 57,1 / 100,0 |
| Colne Valley                          |      | Partido Conservador | 44,4 / 100,0 |      | Partido Trabalhista | 47,8 / 100,0 |
| Dewsbury                              |      | Partido Trabalhista | 41,8 / 100,0 |      | Partido Trabalhista | 51,0 / 100,0 |
| Don Valley                            |      | Partido Trabalhista | 46,2 / 100,0 |      | Partido Trabalhista | 53,0 / 100,0 |
| Doncaster Central                     |      | Partido Trabalhista | 49,1 / 100,0 |      | Partido Trabalhista | 57,9 / 100,0 |
| Doncaster North                       |      | Partido Trabalhista | 52,4 / 100,0 |      | Partido Trabalhista | 60,8 / 100,0 |
| East Yorkshire                        |      | Partido Conservador | 50,6 / 100,0 |      | Partido Conservador | 58,3 / 100,0 |
| Elmet and Rothwell                    |      | Partido Conservador | 48,4 / 100,0 |      | Partido Conservador | 54,3 / 100,0 |
| Great Grimsby                         |      | Partido Trabalhista | 39,8 / 100,0 |      | Partido Trabalhista | 49,4 / 100,0 |
| Halifax                               |      | Partido Trabalhista | 40,0 / 100,0 |      | Partido Trabalhista | 52,7 / 100,0 |
| Haltemprice and Howden                |      | Partido Conservador | 54,2 / 100,0 |      | Partido Conservador | 61,0 / 100,0 |
| Harrogate and Knaresborough           |      | Partido Conservador | 52,7 / 100,0 |      | Partido Conservador | 55,5 / 100,0 |
| Hemsworth                             |      | Partido Trabalhista | 51,3 / 100,0 |      | Partido Trabalhista | 56,0 / 100,0 |
| Huddersfiled                          |      | Partido Trabalhista | 44,9 / 100,0 |      | Partido Trabalhista | 60,4 / 100,0 |
| Hull East                             |      | Partido Trabalhista | 51,7 / 100,0 |      | Partido Trabalhista | 58,3 / 100,0 |
| Hull North                            |      | Partido Trabalhista | 52,8 / 100,0 |      | Partido Trabalhista | 63,7 / 100,0 |
| Hull West and Hessle                  |      | Partido Trabalhista | 49,2 / 100,0 |      | Partido Trabalhista | 53,1 / 100,0 |
| Keighley                              |      | Partido Conservador | 44,3 / 100,0 |      | Partido Trabalhista | 46,5 / 100,0 |
| Leeds Central                         |      | Partido Trabalhista | 55,0 / 100,0 |      | Partido Trabalhista | 70,2 / 100,0 |
| Leeds East                            |      | Partido Trabalhista | 53,7 / 100,0 |      | Partido Trabalhista | 61,4 / 100,0 |
| Leeds North East                      |      | Partido Trabalhista | 47,9 / 100,0 |      | Partido Trabalhista | 63,1 / 100,0 |
| Leeds North West                      |      | Liberal Democratas  | 36,8 / 100,0 |      | Partido Trabalhista | 44,1 / 100,0 |
| Leeds West                            |      | Partido Trabalhista | 48,0 / 100,0 |      | Partido Trabalhista | 63,9 / 100,0 |
| Morley and Outwood                    |      | Partido Conservador | 38,9 / 100,0 |      | Partido Conservador | 50,7 / 100,0 |
| Normanton, Pontefract and Castleford  |      | Partido Trabalhista | 54,9 / 100,0 |      | Partido Trabalhista | 59,5 / 100,0 |
| Penistone and Stocksbridge            |      | Partido Trabalhista | 42,0 / 100,0 |      | Partido Trabalhista | 45,8 / 100,0 |
| Pudsey                                |      | Partido Conservador | 46,4 / 100,0 |      | Partido Conservador | 47,4 / 100,0 |
| Richmond                              |      | Partido Conservador | 51,4 / 100,0 |      | Partido Conservador | 63,9 / 100,0 |
| Rother Valley                         |      | Partido Trabalhista | 43,6 / 100,0 |      | Partido Trabalhista | 48,1 / 100,0 |
| Rotherham                             |      | Partido Trabalhista | 52,5 / 100,0 |      | Partido Trabalhista | 56,4 / 100,0 |
| Scarborough and Whitby                |      | Partido Conservador | 43,2 / 100,0 |      | Partido Conservador | 48,4 / 100,0 |
| Scunthorpe                            |      | Partido Trabalhista | 41,7 / 100,0 |      | Partido Trabalhista | 52,0 / 100,0 |
| Selby and Ainsty                      |      | Partido Conservador | 52,5 / 100,0 |      | Partido Conservador | 58,7 / 100,0 |
| Sheffield Brightside and Hillsborough |      | Partido Trabalhista | 56,6 / 100,0 |      | Partido Trabalhista | 67,3 / 100,0 |
| Sheffiled Central                     |      | Partido Trabalhista | 55,0 / 100,0 |      | Partido Trabalhista | 70,9 / 100,0 |
| Sheffiled Hallam                      |      | Liberal Democratas  | 40,0 / 100,0 |      | Partido Trabalhista | 38,4 / 100,0 |
| Sheffield Heeley                      |      | Partido Trabalhista | 48,2 / 100,0 |      | Partido Trabalhista | 60,0 / 100,0 |
| Sheffield South East                  |      | Partido Trabalhista | 51,4 / 100,0 |      | Partido Trabalhista | 58,5 / 100,0 |
| Shipley                               |      | Partido Conservador | 50,0 / 100,0 |      | Partido Conservador | 51,3 / 100,0 |
| Skipton and Ripon                     |      | Partido Conservador | 55,4 / 100,0 |      | Partido Conservador | 62,7 / 100,0 |
| Thirsk and Malton                     |      | Partido Conservador | 52,6 / 100,0 |      | Partido Conservador | 60,0 / 100,0 |
| Wakefiled                             |      | Partido Trabalhista | 40,3 / 100,0 |      | Partido Trabalhista | 49,7 / 100,0 |
| Wentworth and Dearne                  |      | Partido Trabalhista | 56,9 / 100,0 |      | Partido Trabalhista | 65,0 / 100,0 |
| York Central                          |      | Partido Trabalhista | 42,4 / 100,0 |      | Partido Trabalhista | 65,2 / 100,0 |
| York Outer                            |      | Partido Conservador | 49,1 / 100,0 |      | Partido Conservador | 51,1 / 100,0 |

### Escócia
| Distrito Eleitoral                          | 2015 | 2015                     | 2015         | 2017 | 2017                     | 2017         |
| ------------------------------------------- | ---- | ------------------------ | ------------ | ---- | ------------------------ | ------------ |
| Aberdeen North                              |      | Partido Nacional Escocês | 56,4 / 100,0 |      | Partido Nacional Escocês | 41,3 / 100,0 |
| Aberdeen South                              |      | Partido Nacional Escocês | 41,6 / 100,0 |      | Partido Conservador      | 42,1 / 100,0 |
| Airdrie and Shotts                          |      | Partido Nacional Escocês | 53,9 / 100,0 |      | Partido Nacional Escocês | 37,6 / 100,0 |
| Angus                                       |      | Partido Nacional Escocês | 54,2 / 100,0 |      | Partido Conservador      | 45,2 / 100,0 |
| Argyll and Bute                             |      | Partido Nacional Escocês | 44,3 / 100,0 |      | Partido Nacional Escocês | 36,0 / 100,0 |
| Ayr, Carrick and Cumnock                    |      | Partido Nacional Escocês | 48,8 / 100,0 |      | Partido Conservador      | 40,1 / 100,0 |
| Banff and Buchan                            |      | Partido Nacional Escocês | 60,2 / 100,0 |      | Partido Conservador      | 48,0 / 100,0 |
| Berwickshire, Roxburgh and Selkirk          |      | Partido Nacional Escocês | 36,6 / 100,0 |      | Partido Conservador      | 53,9 / 100,0 |
| Caithness, Sutherland and Easter Ross       |      | Partido Nacional Escocês | 46,3 / 100,0 |      | Liberal Democratas       | 35,8 / 100,0 |
| Central Ayrshire                            |      | Partido Nacional Escocês | 53,2 / 100,0 |      | Partido Nacional Escocês | 37,2 / 100,0 |
| Coatbridge, Chryston and Bellshill          |      | Partido Nacional Escocês | 56,6 / 100,0 |      | Partido Trabalhista      | 42,6 / 100,0 |
| Cumbernauld, Kilsyth and Kirkintilloch East |      | Partido Nacional Escocês | 59,9 / 100,0 |      | Partido Nacional Escocês | 43,6 / 100,0 |
| Dumfries and Galloway                       |      | Partido Nacional Escocês | 41,4 / 100,0 |      | Partido Conservador      | 43,3 / 100,0 |
| Dumfriesshire, Clydesdale and Tweeddale     |      | Partido Conservador      | 39,8 / 100,0 |      | Partido Conservador      | 49,4 / 100,0 |
| Dundee East                                 |      | Partido Nacional Escocês | 59,7 / 100,0 |      | Partido Nacional Escocês | 42,8 / 100,0 |
| Dundee West                                 |      | Partido Nacional Escocês | 61,9 / 100,0 |      | Partido Nacional Escocês | 46,7 / 100,0 |
| Dunfermline and West Fife                   |      | Partido Nacional Escocês | 50,3 / 100,0 |      | Partido Nacional Escocês | 35,5 / 100,0 |
| East Dunbartonshire                         |      | Partido Nacional Escocês | 40,3 / 100,0 |      | Liberal Democratas       | 40,6 / 100,0 |
| East Kilbride, Strathaven and Lesmahagow    |      | Partido Nacional Escocês | 55,6 / 100,0 |      | Partido Nacional Escocês | 38,9 / 100,0 |
| East Lothian                                |      | Partido Nacional Escocês | 42,5 / 100,0 |      | Partido Trabalhista      | 36,1 / 100,0 |
| East Renfrewshire                           |      | Partido Nacional Escocês | 40,6 / 100,0 |      | Partido Conservador      | 40,0 / 100,0 |
| Edinburgh East                              |      | Partido Nacional Escocês | 49,2 / 100,0 |      | Partido Nacional Escocês | 42,5 / 100,0 |
| Edinburgh North and Leith                   |      | Partido Nacional Escocês | 40,9 / 100,0 |      | Partido Nacional Escocês | 34,0 / 100,0 |
| Edinburgh South                             |      | Partido Trabalhista      | 39,1 / 100,0 |      | Partido Trabalhista      | 54,9 / 100,0 |
| Edinburgh South West                        |      | Partido Nacional Escocês | 43,0 / 100,0 |      | Partido Nacional Escocês | 35,6 / 100,0 |
| Edinburgh West                              |      | Partido Nacional Escocês | 39,0 / 100,0 |      | Liberal Democratas       | 34,3 / 100,0 |
| Falkirk                                     |      | Partido Nacional Escocês | 57,7 / 100,0 |      | Partido Nacional Escocês | 38,9 / 100,0 |
| Glasgow Central                             |      | Partido Nacional Escocês | 52,5 / 100,0 |      | Partido Nacional Escocês | 44,7 / 100,0 |
| Glasgow East                                |      | Partido Nacional Escocês | 56,9 / 100,0 |      | Partido Nacional Escocês | 38,8 / 100,0 |
| Glasgow North                               |      | Partido Nacional Escocês | 53,1 / 100,0 |      | Partido Nacional Escocês | 37,6 / 100,0 |
| Glasgow North East                          |      | Partido Nacional Escocês | 58,1 / 100,0 |      | Partido Trabalhista      | 42,9 / 100,0 |
| Glasgow North West                          |      | Partido Nacional Escocês | 54,5 / 100,0 |      | Partido Nacional Escocês | 42,5 / 100,0 |
| Glasgow South                               |      | Partido Nacional Escocês | 54,9 / 100,0 |      | Partido Nacional Escocês | 41,1 / 100,0 |
| Glasgow South West                          |      | Partido Nacional Escocês | 57,2 / 100,0 |      | Partido Nacional Escocês | 40,7 / 100,0 |
| Glenrothes                                  |      | Partido Nacional Escocês | 59,8 / 100,0 |      | Partido Nacional Escocês | 42,8 / 100,0 |
| Gordon                                      |      | Partido Nacional Escocês | 47,7 / 100,0 |      | Partido Conservador      | 40,7 / 100,0 |
| Inverclyde                                  |      | Partido Nacional Escocês | 55,1 / 100,0 |      | Partido Nacional Escocês | 38,5 / 100,0 |
| Inverness, Nairn, Badenoch and Strathspey   |      | Partido Nacional Escocês | 50,1 / 100,0 |      | Partido Nacional Escocês | 39,9 / 100,0 |
| Kilmarnock and Loudoun                      |      | Partido Nacional Escocês | 55,7 / 100,0 |      | Partido Nacional Escocês | 42,3 / 100,0 |
| Kirkcaldy and Cowdenbeath                   |      | Partido Nacional Escocês | 52,2 / 100,0 |      | Partido Trabalhista      | 36,8 / 100,0 |
| Lanark and Hamilton East                    |      | Partido Nacional Escocês | 48,8 / 100,0 |      | Partido Nacional Escocês | 32,6 / 100,0 |
| Linlithgow and East Falkirk                 |      | Partido Nacional Escocês | 52,0 / 100,0 |      | Partido Nacional Escocês | 36,3 / 100,0 |
| Livingston                                  |      | Partido Nacional Escocês | 56,9 / 100,0 |      | Partido Nacional Escocês | 40,1 / 100,0 |
| Midlothian                                  |      | Partido Nacional Escocês | 50,6 / 100,0 |      | Partido Trabalhista      | 36,4 / 100,0 |
| Moray                                       |      | Partido Nacional Escocês | 49,5 / 100,0 |      | Partido Conservador      | 47,5 / 100,0 |
| Motherwell and Wishaw                       |      | Partido Nacional Escocês | 56,5 / 100,0 |      | Partido Nacional Escocês | 38,5 / 100,0 |
| Na h-Eileanan an Iar                        |      | Partido Nacional Escocês | 54,3 / 100,0 |      | Partido Nacional Escocês | 40,6 / 100,0 |
| North Ayrshire and Arran                    |      | Partido Nacional Escocês | 53,2 / 100,0 |      | Partido Nacional Escocês | 38,9 / 100,0 |
| North East Fife                             |      | Partido Nacional Escocês | 40,9 / 100,0 |      | Partido Nacional Escocês | 32,9 / 100,0 |
| Ochil and South Perthshire                  |      | Partido Nacional Escocês | 46,0 / 100,0 |      | Partido Conservador      | 41,5 / 100,0 |
| Orkney and Shetland                         |      | Liberal Democratas       | 41,4 / 100,0 |      | Liberal Democratas       | 48,6 / 100,0 |
| Paisley and Renfrewshire North              |      | Partido Nacional Escocês | 50,7 / 100,0 |      | Partido Nacional Escocês | 37,4 / 100,0 |
| Paisley and Renfrewshire South              |      | Partido Nacional Escocês | 50,9 / 100,0 |      | Partido Nacional Escocês | 40,7 / 100,0 |
| Perth and North Perthshire                  |      | Partido Nacional Escocês | 50,5 / 100,0 |      | Partido Nacional Escocês | 42,3 / 100,0 |
| Ross, Skye and Lochaber                     |      | Partido Nacional Escocês | 48,1 / 100,0 |      | Partido Nacional Escocês | 40,2 / 100,0 |
| Rutherglen and Hamilton West                |      | Partido Nacional Escocês | 52,6 / 100,0 |      | Partido Trabalhista      | 37,5 / 100,0 |
| Stirling                                    |      | Partido Nacional Escocês | 45,6 / 100,0 |      | Partido Conservador      | 37,1 / 100,0 |
| West Aberdeenshire and Kincardine           |      | Partido Nacional Escocês | 41,6 / 100,0 |      | Partido Conservador      | 47,9 / 100,0 |
| West Dunbartonshire                         |      | Partido Nacional Escocês | 59,0 / 100,0 |      | Partido Nacional Escocês | 42,9 / 100,0 |

### Irlanda do Norte
| Distrito Eleitoral         | 2015 | 2015                                   | 2015         | 2017 | 2017                          | 2017         |
| -------------------------- | ---- | -------------------------------------- | ------------ | ---- | ----------------------------- | ------------ |
| Belfast East               |      | Partido Democrático Unionista          | 49,3 / 100,0 |      | Partido Democrático Unionista | 55,8 / 100,0 |
| Belfast North              |      | Partido Democrático Unionista          | 47,0 / 100,0 |      | Partido Democrático Unionista | 46,2 / 100,0 |
| Belfast South              |      | Partido Social Democrata e Trabalhista | 24,5 / 100,0 |      | Partido Democrático Unionista | 30,4 / 100,0 |
| Belfast West               |      | Sinn Féin                              | 54,2 / 100,0 |      | Sinn Féin                     | 66,7 / 100,0 |
| East Antrim                |      | Partido Democrático Unionista          | 36,1 / 100,0 |      | Partido Democrático Unionista | 57,3 / 100,0 |
| East Londonderry           |      | Partido Democrático Unionista          | 42,2 / 100,0 |      | Partido Democrático Unionista | 48,1 / 100,0 |
| Fermanagh and South Tyrone |      | Partido Unionista do Ulster            | 46,4 / 100,0 |      | Sinn Féin                     | 47,2 / 100,0 |
| Foyle                      |      | Partido Social Democrata e Trabalhista | 47,9 / 100,0 |      | Sinn Féin                     | 39,7 / 100,0 |
| Lagan Valley               |      | Partido Democrático Unionista          | 47,9 / 100,0 |      | Partido Democrático Unionista | 59,6 / 100,0 |
| Mid Ulster                 |      | Sinn Féin                              | 48,7 / 100,0 |      | Sinn Féin                     | 54,5 / 100,0 |
| Newry and Armagh           |      | Sinn Féin                              | 41,1 / 100,0 |      | Sinn Féin                     | 47,9 / 100,0 |
| North Antrim               |      | Partido Democrático Unionista          | 43,2 / 100,0 |      | Partido Democrático Unionista | 58,9 / 100,0 |
| North Down                 |      | Independente                           | 49,2 / 100,0 |      | Independente                  | 41,1 / 100,0 |
| South Antrim               |      | Partido Unionista do Ulster            | 32,7 / 100,0 |      | Partido Democrático Unionista | 38,2 / 100,0 |
| South Down                 |      | Partido Social Democrata e Trabalhista | 42,3 / 100,0 |      | Sinn Féin                     | 39,9 / 100,0 |
| Strangford                 |      | Partido Democrático Unionista          | 44,4 / 100,0 |      | Partido Democrático Unionista | 62,0 / 100,0 |
| Upper Bann                 |      | Partido Democrático Unionista          | 32,7 / 100,0 |      | Partido Democrático Unionista | 43,5 / 100,0 |
| West Tyrone                |      | Sinn Féin                              | 43,5 / 100,0 |      | Sinn Féin                     | 50,7 / 100,0 |

### País de Gales
| Distrito Eleitoral                      | 2015 | 2015                | 2015         | 2017 | 2017                | 2017         |
| --------------------------------------- | ---- | ------------------- | ------------ | ---- | ------------------- | ------------ |
| Aberavon                                |      | Partido Trabalhista | 48,9 / 100,0 |      | Partido Trabalhista | 68,1 / 100,0 |
| Aberconwy                               |      | Partido Conservador | 41,5 / 100,0 |      | Partido Conservador | 44,6 / 100,0 |
| Alyn and Deeside                        |      | Partido Trabalhista | 40,0 / 100,0 |      | Partido Trabalhista | 52,1 / 100,0 |
| Arfon                                   |      | Plaid Cymru         | 43,9 / 100,0 |      | Plaid Cymru         | 40,8 / 100,0 |
| Blaenau Gwent                           |      | Partido Trabalhista | 58,0 / 100,0 |      | Partido Trabalhista | 58,0 / 100,0 |
| Brecon and Radnorshire                  |      | Partido Conservador | 41,1 / 100,0 |      | Partido Conservador | 48,6 / 100,0 |
| Bridgend                                |      | Partido Trabalhista | 37,1 / 100,0 |      | Partido Trabalhista | 50,7 / 100,0 |
| Caerphilly                              |      | Partido Trabalhista | 44,3 / 100,0 |      | Partido Trabalhista | 54,5 / 100,0 |
| Cardiff Central                         |      | Partido Trabalhista | 40,0 / 100,0 |      | Partido Trabalhista | 62,4 / 100,0 |
| Cardiff North                           |      | Partido Conservador | 42,4 / 100,0 |      | Partido Trabalhista | 50,1 / 100,0 |
| Cardiff South and Penarth               |      | Partido Trabalhista | 42,8 / 100,0 |      | Partido Trabalhista | 59,5 / 100,0 |
| Cardiff West                            |      | Partido Trabalhista | 40,7 / 100,0 |      | Partido Trabalhista | 56,7 / 100,0 |
| Carmarthen East and Dinefwr             |      | Plaid Cymru         | 38,4 / 100,0 |      | Plaid Cymru         | 39,3 / 100,0 |
| Carmarthen West and South Pembrokeshire |      | Partido Conservador | 43,7 / 100,0 |      | Partido Conservador | 46,8 / 100,0 |
| Ceredigion                              |      | Liberal Democratas  | 35,9 / 100,0 |      | Plaid Cymru         | 29,2 / 100,0 |
| Clwyd South                             |      | Partido Trabalhista | 37,2 / 100,0 |      | Partido Trabalhista | 50,7 / 100,0 |
| Clwyd West                              |      | Partido Conservador | 43,3 / 100,0 |      | Partido Conservador | 48,1 / 100,0 |
| Cynon Valley                            |      | Partido Trabalhista | 47,7 / 100,0 |      | Partido Trabalhista | 61,0 / 100,0 |
| Delyn                                   |      | Partido Trabalhista | 40,5 / 100,0 |      | Partido Trabalhista | 52,2 / 100,0 |
| Dwyfor Meirionnydd                      |      | Plaid Cymru         | 40,9 / 100,0 |      | Plaid Cymru         | 45,1 / 100,0 |
| Gower                                   |      | Partido Conservador | 37,1 / 100,0 |      | Partido Trabalhista | 49,9 / 100,0 |
| Islwyn                                  |      | Partido Trabalhista | 49,0 / 100,0 |      | Partido Trabalhista | 58,8 / 100,0 |
| Llanelli                                |      | Partido Trabalhista | 41,3 / 100,0 |      | Partido Trabalhista | 53,5 / 100,0 |
| Merthyr Tydfil and Rhymney              |      | Partido Trabalhista | 53,9 / 100,0 |      | Partido Trabalhista | 66,8 / 100,0 |
| Monmouth                                |      | Partido Conservador | 49,9 / 100,0 |      | Partido Conservador | 53,1 / 100,0 |
| Montgomeryshire                         |      | Partido Conservador | 45,0 / 100,0 |      | Partido Conservador | 51,8 / 100,0 |
| Neath                                   |      | Partido Trabalhista | 43,8 / 100,0 |      | Partido Trabalhista | 56,7 / 100,0 |
| Newport East                            |      | Partido Trabalhista | 40,7 / 100,0 |      | Partido Trabalhista | 56,5 / 100,0 |
| Newport West                            |      | Partido Trabalhista | 41,2 / 100,0 |      | Partido Trabalhista | 52,3 / 100,0 |
| Ogmore                                  |      | Partido Trabalhista | 52,6 / 100,0 |      | Partido Trabalhista | 62,4 / 100,0 |
| Pontypridd                              |      | Partido Trabalhista | 41,1 / 100,0 |      | Partido Trabalhista | 55,4 / 100,0 |
| Preseli Pembrokeshire                   |      | Partido Conservador | 40,4 / 100,0 |      | Partido Conservador | 43,4 / 100,0 |
| Rhondda                                 |      | Partido Trabalhista | 50,7 / 100,0 |      | Partido Trabalhista | 64,1 / 100,0 |
| Swansea East                            |      | Partido Trabalhista | 53,0 / 100,0 |      | Partido Trabalhista | 63,4 / 100,0 |
| Swansea West                            |      | Partido Trabalhista | 42,6 / 100,0 |      | Partido Trabalhista | 59,8 / 100,0 |
| Torfaen                                 |      | Partido Trabalhista | 44,6 / 100,0 |      | Partido Trabalhista | 57,6 / 100,0 |
| Vale of Clwyd                           |      | Partido Conservador | 39,0 / 100,0 |      | Partido Trabalhista | 50,2 / 100,0 |
| Vale of Glamorgan                       |      | Partido Conservador | 46,0 / 100,0 |      | Partido Conservador | 47,5 / 100,0 |
| Wrexham                                 |      | Partido Trabalhista | 37,2 / 100,0 |      | Partido Trabalhista | 48,9 / 100,0 |
| Ynys Môn                                |      | Partido Trabalhista | 31,1 / 100,0 |      | Partido Trabalhista | 41,9 / 100,0 |